# Frankrijk op de Olympische Zomerspelen 2024
Frankrijk was het gastland van de Olympische Zomerspelen 2024 in Parijs, gehouden van 26 juli tot en met 11 augustus 2024. De resultaten van de Franse deelnemers waren als volgt. 

## Medailleoverzicht
| Medaille | Naam | Sport            | Onderdeel                    | Datum       |
| -------- | --- | ---------------- | ---------------------------- | ----------- |
| Goud     | Sevensteam Varian Pasquet Andy Timo Rayan Rebbadj Theo Forner Stephen Parez Edo Martin Paulin Riva Jefferson-Lee Joseph Antoine Zeghdar Aaron Grandidier Nkanang Jean Pascal Barraque Antoine Dupont Jordan Sepho Nelson Epee                                                                          | Rugby            | Rugby sevens (m)             | 27 juli     |
| Goud     | Pauline Ferrand-Prévot | Mountainbiken    | cross-country (v)            | 28 juli     |
| Goud     | Léon Marchand | Zwemmen          | 400 m. wisselslag (m)        | 28 juli     |
| Goud     | Nicolas Gestin | Kanovaren        | C1 (m)                       | 29 juli     |
| Goud     | Manon Brunet | Schermen         | Sabel (v)                    | 29 juli     |
| Goud     | Cassandre Beaugrand | Triatlon         | triatlon (v)                 | 31 juli     |
| Goud     | Léon Marchand | Zwemmen          | 200 m. vlinderslag (m)       | 31 juli     |
| Goud     | Léon Marchand | Zwemmen          | 200 m. schoolslag (m)        | 31 juli     |
| Goud     | Teddy Riner | Judo             | Zwaar +100 kg (m)            | 2 augustus  |
| Goud     | Léon Marchand | Zwemmen          | 200 m. wisselslag (m)        | 2 augustus  |
| Goud     | Joris Daudet | BMX              | Race (m)                     | 2 augustus  |
| Goud     | judoteam Shirine Boukli Joan-Benjamin Gaba Amandine Buchard Walide Khyar Sarah-Léonie Cysique Luka Mkheidze Clarisse Agbegnenou Alpha Oumar Djalo Marie-Ève Gahié Maxime-Gaël Ngayap Hambou Romane Dicko Aurelien Diesse Madeleine Malonga Teddy Riner                                                 | Judo             | Team (x)                     | 3 augustus  |
| Goud     | Kauli Vaast | Surfen           | Shortboard (m)               | 6 augustus  |
| Goud     | Benjamin Thomas | Baanwielrennen   | Omnium (m)                   | 8 augustus  |
| Goud     | Volleybalteam Antoine Brizard Barthélémy Chinenyeze Trévor Clévenot Théo Faure Jenia Grebennikov Quentin Jouffroy Nicolas Le Goff Yacine Louati Earvin N'Gapeth Jean Patry Kévin Tillie Benjamin Toniutti                                                                                              | Volleybal        | Volleybal (m)                | 10 augustus |
| Goud     | Althéa Laurin | Taekwondo        | Zwaargewicht +67 kg (v)      | 10 augustus |
|          | |                  |                              |             |
| Zilver   | Luka Mkheidze | Judo             | Extra licht -60 kg (m)       | 27 juli     |
| Zilver   | Auriane Mallo | Schermen         | Degen (v)                    | 27 juli     |
| Zilver   | Yannick Borel | Schermen         | Degen (m)                    | 28 juli     |
| Zilver   | Karim Laghouag op Triton Fontaine Stéphane Landois op Chaman Dumontceau Nicolas Touzaint op Diabolo Menthe | Eventing         | team (x)                     | 29 juli     |
| Zilver   | Victor Koretzky | Mountainbiken    | cross-country (m)            | 29 juli     |
| Zilver   | Joan-Benjamin Gaba | Judo             | Licht -73 kg (m)             | 29 juli     |
| Zilver   | Sara Balzer | Schermen         | Sabel (v)                    | 29 juli     |
| Zilver   | Alexandra Louis-Marie Auriane Mallo Coraline Vitalis Marie-Florence Candassamy | Schermen         | Degen team (v)               | 30 juli     |
| Zilver   | Anastasiya Kirpichnikova | Zwemmen          | 1500 m. vrije slag (v)       | 31 juli     |
| Zilver   | Titouan Castryck | Kanovaren        | K1 (m)                       | 1 augustus  |
| Zilver   | Sylvain André | BMX              | Race (m)                     | 2 augustus  |
| Zilver   | Camille Jedrzejewski | Schietsport      | 25 m sportpistool (v)        | 3 augustus  |
| Zilver   | Valentin Madouas | Wegwielrennen    | Wegwedstrijd (m)             | 3 augustus  |
| Zilver   | Angèle Hug | Kanovaren        | KX-1 (v)                     | 5 augustus  |
| Zilver   | Lucas Dussoulier Timothé Vergiat Jules Rambaut Franck Seguela | Basketbal        | 3x3 (m)                      | 5 augustus  |
| Zilver   | Sofiane Oumiha | Boksen           | Lichtgewicht -63,5 kg (m)    | 7 augustus  |
| Zilver   | Lauriane Nolot | Zeilen           | Formula Kite (v)             | 8 augustus  |
| Zilver   | Billal Bennama | Boksen           | Vlieggewicht -51 kg (m)      | 8 augustus  |
| Zilver   | Voetbalelftal -23 Maghnes Akliouche Loïc Badé Rayan Cherki Joris Chotard Désiré Doué Arnaud Kalimuendo Manu Koné Alexandre Lacazette Bradley Locko Castello Lukeba Soungoutou Magassa Jean-Philippe Mateta Enzo Millot Obed Nkambadio Michael Olise Guillaume Restes Kiliann Sildillia Adrien Truffert | Voetbal          | Voetbal (m)                  | 9 augustus  |
| Zilver   | Handbalteam Laura Glauser Méline Nocandy Alicia Toublanc Chloé Valentini Coralie Lassource Grâce Zaadi Cléopatre Darleux Laura Flippes Orlane Kanor Tamara Horacek Pauletta Foppa Estelle Nze Minko Oriane Ondono Lucie Granier Sarah Bouktit Léna Grandveau Hatadou SakoCoach: Olivier Krumbholz      | Handbal          | Handbal (v)                  | 10 augustus |
| Zilver   | Cyréna Samba-Mayela | Atletiek         | 100 m horden                 | 10 augustus |
| Zilver   | Danis Civil | Breaking         | B-Boys (m)                   | 10 augustus |
| Zilver   | Élodie Clouvel | Moderne vijfkamp | individueel (v)              | 11 augustus |
| Zilver   | Basketbalteam Valériane Ayayi Marième Badiane Romane Bernies Alexia Chery Marine Fauthoux Marine Johannès Leila Lacan Dominique Malonga Sarah Michel Iliana Rupert Janelle Salaun Gabby Williams | Basketbal        | Basketbal (v)                | 11 augustus |
|          | |                  |                              |             |
| Brons    | Shirine Boukli | Judo             | Extra licht -48 kg (v)       | 27 juli     |
| Brons    | Amandine Buchard | Judo             | Half licht -52 kg (v)        | 28 juli     |
| Brons    | Sarah-Léonie Cysique | Judo             | Licht -57 kg (v)             | 29 juli     |
| Brons    | Clarisse Agbegnenou | Judo             | Half midden -63 kg (v)       | 30 juli     |
| Brons    | Léo Bergère | Triatlon         | individueel (m)              | 31 juli     |
| Brons    | Anthony Jeanjean | BMX              | Freestyle (m)                | 31 juli     |
| Brons    | Maxime-Gaël Ngayap Hambou | Judo             | Midden -90 kg (m)            | 31 juli     |
| Brons    | Boladé Apithy Jean-Philippe Patrice Sébastien Patrice Maxime Pianfetti | Schermen         | Sabel team (m)               | 31 juli     |
| Brons    | Sarah Steyaert Charline Picon | Zeilen           | 49erFX (v)                   | 2 augustus  |
| Brons    | Simon Delestre op I.Alemusina R 51 Olivier Perreau op Dorai D'Aiguilly Julien Epaillard op Dubai du Cèdre | Springen         | team (x)                     | 2 augustus  |
| Brons    | Romane Dicko | Judo             | Zwaar +78 kg (v)             | 2 augustus  |
| Brons    | Florent Manaudou | Zwemmen          | 50 m. vrije slag (m)         | 2 augustus  |
| Brons    | Romain Mahieu | BMX              | Race (m)                     | 2 augustus  |
| Brons    | Lisa Barbelin | Boogschieten     | Vrouwen                      | 3 augustus  |
| Brons    | Christophe Laporte | Wegwielrennen    | Wegwedstrijd (m)             | 3 augustus  |
| Brons    | Félix Lebrun | Tafeltennis      | enkelspel (m)                | 4 augustus  |
| Brons    | Maximilien Chastanet Maxime Pauty Enzo Lefort Julien Mertine | Schermen         | Floret team (m)              | 4 augustus  |
| Brons    | Yohann Ndoye-Brouard Léon Marchand Maxime Grousset Florent Manaudou Clément Secchi Rafael Fente-Damers | Zwemmen          | 4x100m. wisselslag (m)       | 4 augustus  |
| Brons    | Johanne Defay | Surfen           | Shortboard (v)               | 5 augustus  |
| Brons    | Cyrian Ravet | Taekwondo        | Vlieggewicht -58 kg (m)      | 7 augustus  |
| Brons    | Djamili-Dini Aboudou Moindze | Boksen           | Superzwaargewicht +92 kg (m) | 7 augustus  |
| Brons    | Simon Gauzy Alexis Lebrun Félix Lebrun | Tafeltennis      | team (m)                     | 9 augustus  |

## Aantal deelnemers
Hieronder volgt een overzicht van de atleten die zich kwalificeerden voor de Olympische Zomerspelen van 2024.
| sport            | Mannen | Vrouwen | Totaal |
| ---------------- | ------ | ------- | ------ |
| Atletiek         | 49     | 41      | 90     |
| Badminton        | 5      | 4       | 9      |
| Basketbal        | 16     | 16      | 32     |
| Boksen           | 4      | 4       | 8      |
| Boogschieten     | 3      | 3       | 6      |
| Breaking         | 1      | 1       | 2      |
| Gewichtheffen    | 2      | 2       | 4      |
| Golf             | 2      | 2       | 4      |
| Gymnastiek       | 2      | 12      | 14     |
| Handbal          | 14     | 14      | 28     |
| Hockey           | 16     | 16      | 32     |
| Judo             | 7      | 7       | 14     |
| Kanovaren        | 6      | 7       | 13     |
| Klimsport        | 3      | 4       | 7      |
| Moderne vijfkamp | 2      | 2       | 4      |
| Paardensport     | 8      | 1       | 9      |
| Roeien           | 8      | 4       | 12     |
| Rugby            | 12     | 12      | 24     |
| Schermen         | 9      | 9       | 18     |
| Schietsport      | 7      | 8       | 15     |
| Schoonspringen   | 5      | 4       | 9      |
| Skateboarden     | 4      | 3       | 7      |
| Surfen           | 2      | 2       | 4      |
| Synchroonzwemmen | 0      | 8       | 8      |
| Taekwondo        | 2      | 2       | 4      |
| Tafeltennis      | 3      | 3       | 6      |
| Tennis           | 6      | 4       | 10     |
| Triatlon         | 3      | 3       | 6      |
| Voetbal          | 18     | 18      | 36     |
| Volleybal        | 16     | 16      | 32     |
| Waterpolo        | 13     | 13      | 26     |
| Wielersport      | 17     | 14      | 31     |
| Worstelen        | 1      | 2       | 3      |
| Zeilen           | 7      | 7       | 14     |
| Zwemmen          | 18     | 15      | 33     |
| totaal           | 291    | 282     | 573    |

## Deelnemers en resultaten

### Atletiek

#### Loopnummers
Mannen
| atleet                                                          | onderdeel           | voorronde | voorronde | series        | series        | herkansingen   | herkansingen   | halve finale   | halve finale   | finale         | finale         |
| atleet                                                          | onderdeel           | tijd      | rang      | tijd          | rang          | tijd           | rang           | tijd           | rang           | tijd           | rang           |
| --------------------------------------------------------------- | ------------------- | --------- | --------- | ------------- | ------------- | -------------- | -------------- | -------------- | -------------- | -------------- | -------------- |
| Pablo Matéo                                                     | 200 m               | n.v.t.    | n.v.t.    | 20,58         | 6 H           | 20,57          | 3              | niet geplaatst | niet geplaatst | niet geplaatst | niet geplaatst |
| Ryan Zeze                                                       | 200 m               | n.v.t.    | n.v.t.    | 20,49         | 4 H           | 20,40          | 1 Q            | 20,81          | 7              | niet geplaatst | niet geplaatst |
| Gilles Biron                                                    | 400 m               | n.v.t.    | n.v.t.    | 46,19         | 7             | 45,87          | 2              | niet geplaatst | niet geplaatst | niet geplaatst | niet geplaatst |
| Corentin Le Clézio                                              | 800 m               | n.v.t.    | n.v.t.    | 1.45,42       | 4             | 1.45,72        | 3              | niet geplaatst | niet geplaatst | niet geplaatst | niet geplaatst |
| Benjamin Robert                                                 | 800 m               | n.v.t.    | n.v.t.    | 1.45,92       | 4             | 1.45,83        | 2              | niet geplaatst | niet geplaatst | niet geplaatst | niet geplaatst |
| Gabriel Tual                                                    | 800 m               | n.v.t.    | n.v.t.    | 1.45,13       | 1 Q           | bye            | bye            | 1.45,16        | 2 Q            | 1.42,14        | 6              |
| Mael Gouyette                                                   | 1500 m              | n.v.t.    | n.v.t.    | 3.37,87       | 15            | 3.35,42        | 9              | niet geplaatst | niet geplaatst | niet geplaatst | niet geplaatst |
| Azeddine Habz                                                   | 1500 m              | n.v.t.    | n.v.t.    | 3.37,95       | 9             | 3.35,10        | 2 Q            | 3.34,35        | 12             | niet geplaatst | niet geplaatst |
| Jimmy Gressier                                                  | 5000 m              | n.v.t.    | n.v.t.    | 14.09,95      | 9             | n.v.t.         | n.v.t.         | n.v.t.         | n.v.t.         | niet geplaatst | niet geplaatst |
| Jimmy Gressier                                                  | 10000 m             | n.v.t.    | n.v.t.    | n.v.t.        | n.v.t.        | n.v.t.         | n.v.t.         | n.v.t.         | n.v.t.         | 26.58,11 NR    | 13             |
| Hugo Hay                                                        | 5000 m              | n.v.t.    | n.v.t.    | 14.09,22      | 7 q           | n.v.t.         | n.v.t.         | n.v.t.         | n.v.t.         | 13.26,71 SB    | 16             |
| Yann Schrub                                                     | 5000 m              | n.v.t.    | n.v.t.    | 13.53,27      | 11 qJ         | n.v.t.         | n.v.t.         | n.v.t.         | n.v.t.         | 13.20,63       | 12             |
| Yann Schrub                                                     | 10000 m             | n.v.t.    | n.v.t.    | n.v.t.        | n.v.t.        | n.v.t.         | n.v.t.         | n.v.t.         | n.v.t.         | DNF            | DNF            |
| Wilhem Belocian                                                 | 110 m horden        | n.v.t.    | n.v.t.    | 13,48         | 5             | 13,45          | 2 Q            | 13,52          | 8              | niet geplaatst | niet geplaatst |
| Raphaël Mohamed                                                 | 110 m horden        | n.v.t.    | n.v.t.    | 13,61         | 5             | 13,54          | 2 Q            | 13,41          | 7              | niet geplaatst | niet geplaatst |
| Sasha Zhoya                                                     | 110 m horden        | n.v.t.    | n.v.t.    | 13,43         | 3 Q           | bye            | bye            | 13,34          | 3              | niet geplaatst | niet geplaatst |
| Clément Ducos                                                   | 400 m horden        | n.v.t.    | n.v.t.    | 47,69 PB      | 2 Q           | bye            | bye            | 47,85          | 2 Q            | 47,76          | 4              |
| Wilfried Happio                                                 | 400 m horden        | n.v.t.    | n.v.t.    | 48,42         | 3 Q           | bye            | bye            | 48,66          | 3              | niet geplaatst | niet geplaatst |
| Ludvy Vaillant                                                  | 400 m horden        | n.v.t.    | n.v.t.    | terugtrekking | terugtrekking | niet geplaatst | niet geplaatst | niet geplaatst | niet geplaatst | niet geplaatst | niet geplaatst |
| Nicolas-Marie Daru                                              | 3000 m steeplechase | n.v.t.    | n.v.t.    | 8.20,52       | 8             | n.v.t.         | n.v.t.         | n.v.t.         | n.v.t.         | niet geplaatst | niet geplaatst |
| Louis Gilavert                                                  | 3000 m steeplechase | n.v.t.    | n.v.t.    | 8.29,16       | 9             | n.v.t.         | n.v.t.         | n.v.t.         | n.v.t.         | niet geplaatst | niet geplaatst |
| Alexis Miellet                                                  | 3000 m steeplechase | n.v.t.    | n.v.t.    | 8.22,08       | 9             | n.v.t.         | n.v.t.         | n.v.t.         | n.v.t.         | niet geplaatst | niet geplaatst |
| Felix Bour                                                      | marathon            | n.v.t.    | n.v.t.    | n.v.t.        | n.v.t.        | n.v.t.         | n.v.t.         | n.v.t.         | n.v.t.         | 2.13.46 SB     | 50             |
| Hassan Chahdi                                                   | marathon            | n.v.t.    | n.v.t.    | n.v.t.        | n.v.t.        | n.v.t.         | n.v.t.         | n.v.t.         | n.v.t.         | 2.10.09        | 20             |
| Nicolas Navarro                                                 | marathon            | n.v.t.    | n.v.t.    | n.v.t.        | n.v.t.        | n.v.t.         | n.v.t.         | n.v.t.         | n.v.t.         | 2.09.56 SB     | 16             |
| Gabriel Bordier                                                 | 20km snelwandelen   | n.v.t.    | n.v.t.    | n.v.t.        | n.v.t.        | n.v.t.         | n.v.t.         | n.v.t.         | n.v.t.         | 1.21.40        | 24             |
| Aurélien Quinion                                                | 20km snelwandelen   | n.v.t.    | n.v.t.    | n.v.t.        | n.v.t.        | n.v.t.         | n.v.t.         | n.v.t.         | n.v.t.         | 1.19.56        | 9              |
| Jeff Erius Pablo Matéo Meba-Mickael Zeze Ryan Zeze              | 4x100m              | n.v.t.    | n.v.t.    | 38,34         | 2 Q           | n.v.t.         | n.v.t.         | n.v.t.         | n.v.t.         | 37,81          | 6              |
| Téo Andant Gilles Biron Muhammad Abdallah Kounta Fabrisio Saidy | 4x400m              | n.v.t.    | n.v.t.    | 2.59,53 SB    | 1 Q           | n.v.t.         | n.v.t.         | n.v.t.         | n.v.t.         | 3.07,30        | 9              |

Vrouwen
| atlete | onderdeel           | voorronde | voorronde | series         | series         | herkansingen | herkansingen | halve finale   | halve finale   | finale         | finale         |
| atlete | onderdeel           | tijd      | rang      | tijd           | rang           | tijd         | rang         | tijd           | rang           | tijd           | rang           |
| --- | ------------------- | --------- | --------- | -------------- | -------------- | ------------ | ------------ | -------------- | -------------- | -------------- | -------------- |
| Gémima Joseph                                                                                                   | 100 m               | 11,13     | 5         | niet geplaatst | niet geplaatst | n.v.t.       | n.v.t.       | niet geplaatst | niet geplaatst | niet geplaatst | niet geplaatst |
| Gémima Joseph                                                                                                   | 200 m               | n.v.t.    | n.v.t.    | 22,72          | 2 Q            | bye          | bye          | 22,69          | 7              | niet geplaatst | niet geplaatst |
| Hélène Parisot                                                                                                  | 200 m               | n.v.t.    | n.v.t.    | 22,99          | 3 Q            | bye          | bye          | 22,55          | 3              | niet geplaatst | niet geplaatst |
| Anaïs Bourgoin                                                                                                  | 800 m               | n.v.t.    | n.v.t.    | 1.58,47        | 4              | 1.59,52      | 1 Q          | 1.59,62        | 6              | niet geplaatst | niet geplaatst |
| Léna Kandissounon                                                                                               | 800 m               | n.v.t.    | n.v.t.    | 2.00,97        | 6              | 2.03,40      | 6            | niet geplaatst | niet geplaatst | niet geplaatst | niet geplaatst |
| Rénelle Lamote                                                                                                  | 800 m               | n.v.t.    | n.v.t.    | 1.58,59        | 2 Q            | bye          | bye          | 1.57,78        | 3 q            | 1.58,19        | 5              |
| Agathe Guillemot                                                                                                | 1500 m              | n.v.t.    | n.v.t.    | 3.59,22        | 5 Q            | n.v.t.       | n.v.t.       | 3.56,69        | 6 Q            | 3.59,08        | 9              |
| Sarah Madeleine                                                                                                 | 5000 m              | n.v.t.    | n.v.t.    | 15.18,62       | 17             | n.v.t.       | n.v.t.       | n.v.t.         | n.v.t.         | niet geplaatst | niet geplaatst |
| Alessia Zarbo                                                                                                   | 10 000 m            | n.v.t.    | n.v.t.    | n.v.t.         | n.v.t.         | n.v.t.       | n.v.t.       | n.v.t.         | n.v.t.         | DNF            | DNF            |
| Laeticia Bapté                                                                                                  | 100 m horden        | n.v.t.    | n.v.t.    | 13,04          | 5              | 12,92        | 4            | niet geplaatst | niet geplaatst | niet geplaatst | niet geplaatst |
| Cyréna Samba-Mayela                                                                                             | 100 m horden        | n.v.t.    | n.v.t.    | 12,56          | 3 Q            | bye          | bye          | 12,52          | 4 q            | 12,34          | Zilver         |
| Shana Grebo | 400 m horden        | n.v.t.    | n.v.t.    | 56,70          | 7              | 54,91        | 1 Q          | 54,84          | 4              | niet geplaatst | niet geplaatst |
| Louise Maraval                                                                                                  | 400 m horden        | n.v.t.    | n.v.t.    | 55,32          | 3 Q            | n.v.t        | n.v.t        | 53,83          | 2 Q            | 54,53          | 8              |
| Alice Finot | 3000 m steeplechase | n.v.t.    | n.v.t.    | 9.14,78        | 2 Q            | n.v.t.       | n.v.t.       | n.v.t.         | n.v.t.         | 8.58,67 ER     | 4              |
| Flavie Renouard                                                                                                 | 3000 m steeplechase | n.v.t.    | n.v.t.    | 9.27,70        | 10             | n.v.t.       | n.v.t.       | n.v.t.         | n.v.t.         | niet geplaatst | niet geplaatst |
| Mélody Julien                                                                                                   | marathon            | n.v.t.    | n.v.t.    | n.v.t.         | n.v.t.         | n.v.t.       | n.v.t.       | n.v.t.         | n.v.t.         | 2.42.32 SB     | 74             |
| Méline Rollin                                                                                                   | marathon            | n.v.t.    | n.v.t.    | n.v.t.         | n.v.t.         | n.v.t.       | n.v.t.       | n.v.t.         | n.v.t.         | 2.40.17        | 70             |
| Mekdes Woldu | marathon            | n.v.t.    | n.v.t.    | n.v.t.         | n.v.t.         | n.v.t.       | n.v.t.       | n.v.t.         | n.v.t.         | 2.29.20 SB     | 20             |
| Clémence Beretta                                                                                                | 20km snelwandelen   | n.v.t.    | n.v.t.    | n.v.t.         | n.v.t.         | n.v.t.       | n.v.t.       | n.v.t.         | n.v.t.         | 1.29.55        | 15             |
| Camille Moutard                                                                                                 | 20km snelwandelen   | n.v.t.    | n.v.t.    | n.v.t.         | n.v.t.         | n.v.t.       | n.v.t.       | n.v.t.         | n.v.t.         | 1.31.58        | 25             |
| Pauline Stey | 20km snelwandelen   | n.v.t.    | n.v.t.    | n.v.t.         | n.v.t.         | n.v.t.       | n.v.t.       | n.v.t.         | n.v.t.         | 1.31.59        | 26             |
| Chloé Galet Gemima Joseph Orlann Olière Maroussia Paré Hélène Parisot Sarah Richard-Mingas Marie-Ange Rimlinger | 4x100m              | n.v.t.    | n.v.t.    | 42,13          | 2 Q            | n.v.t.       | n.v.t.       | n.v.t.         | n.v.t.         | 42,23          | 4              |
| Amandine Brossier Alexe Déau Shena Grebo Diana Iscaye Louise Maraval Sounkamba Sylla Marjorie Veyssiere         | 4x400m              | n.v.t.    | n.v.t.    | 3.24,73        | 3 Q            | n.v.t.       | n.v.t.       | n.v.t.         | n.v.t.         | 3.21,41 NR     | 5              |

Gemengd
| atleet | onderdeel             | series  | series | finale  | finale |
| atleet | onderdeel             | tijd    | rang   | tijd    | rang   |
| --- | --------------------- | ------- | ------ | ------- | ------ |
| Amandine Brossier Alexe Déau Shana Grebo Diana Iscaye Louise Maraval Sounkamba Sylla Marjorie Veyssiere Téo Andant Gilles Biron Thomas Jordier Muhammad Abdallah Kounta Loïc Prevot Fabrisio Saïdy David Sombé Yann Spillman | 4x400m                | 3.10,60 | 2 Q    | 3.10,84 | DSQ    |
| Clémence Beretta Aurélien Quignon | snelwandelen marathon | n.v.t.  | n.v.t. | 2.56.54 | 11     |

#### Technische nummers
Mannen
| atleet               | onderdeel        | kwalificaties | kwalificaties | finale         | finale         |
| atleet               | onderdeel        | afstand       | rang          | afstand        | rang           |
| -------------------- | ---------------- | ------------- | ------------- | -------------- | -------------- |
| Thomas Gogois        | hinkstapspringen | 16,77 m       | 15            | niet geplaatst | niet geplaatst |
| Jean-Marc Pontvianne | hinkstapspringen | 16,79 m       | 13            | niet geplaatst | niet geplaatst |
| Anthony Ammirati     | polsstokspringen | 5,60 m        | 15            | niet geplaatst | niet geplaatst |
| Thibaut Collet       | polsstokspringen | 5,70 m        | 14            | niet geplaatst | niet geplaatst |
| Robin Emig           | polsstokspringen | 5,40 m        | 23            | niet geplaatst | niet geplaatst |
| Tom Campagne         | verspringen      | 7,51 m        | 28            | niet geplaatst | niet geplaatst |
| Lolassonn Djouhan    | discuswerpen     | 61,93 m       | 19            | niet geplaatst | niet geplaatst |
| Tom Reux             | discuswerpen     | 58,22 m       | 29            | niet geplaatst | niet geplaatst |
| Yann Chaussinand     | hamerslingeren   | 76,86 m       | 7 Q           | 77,38 m        | 8              |
| Teuraiterai Tupaia   | speerwerpen      | NM            | NM            | niet geplaatst | niet geplaatst |

Vrouwen
| atleet               | onderdeel        | kwalificaties | kwalificaties | finale         | finale         |
| atleet               | onderdeel        | afstand       | rang          | afstand        | rang           |
| -------------------- | ---------------- | ------------- | ------------- | -------------- | -------------- |
| Ilionis Guillaume    | hinkstapspringen | 14,05 m       | 12 q          | 13,78 m        | 12             |
| Solène Gicquel       | hoogspringen     | 1,88 m        | 19            | niet geplaatst | niet geplaatst |
| Nawal Meniker        | hoogspringen     | 1,92 m        | 8 q           | 1,86 m         | 11             |
| Marie-Julie Bonnin   | polsstokspringen | 4,40 m        | =12 q         | 4,60 m         | 11             |
| Ninon Chapelle       | polsstokspringen | 4,40 m        | =12 q         | 4,40 m         | =14            |
| Margot Chevrier      | polsstokspringen | terugtrekking | terugtrekking | niet geplaatst | niet geplaatst |
| Hilary Kpatcha       | verspringen      | 6,59 m        | 12 q          | 6,56 m         | 11             |
| Mélina Robert-Michon | discuswerpen     | 63,77 m SB    | 7 q           | 57,93 m        | 12             |
| Rose Loga            | hamerslingeren   | 68,94 m       | 19            | niet geplaatst | niet geplaatst |
| Alexandra Tavernier  | hamerslingeren   | NM            | NM            | niet geplaatst | niet geplaatst |

#### Meerkamp
| atleet          | onderdeel | onderdeel | 100 m                                               | vs                                                  | ks                                                  | hs                                                  | 400 m                                               | 110 h                                               | dw                                                  | ph                                                  | sw                                                  | 1500 m                                              | finale                                              | rang                                                |
| --------------- | --------- | --------- | --------------------------------------------------- | --------------------------------------------------- | --------------------------------------------------- | --------------------------------------------------- | --------------------------------------------------- | --------------------------------------------------- | --------------------------------------------------- | --------------------------------------------------- | --------------------------------------------------- | --------------------------------------------------- | --------------------------------------------------- | --------------------------------------------------- |
| Makenson Gletty | tienkamp  | res.      | 10,72                                               | 7,10                                                | 16,64                                               | 1,99                                                | 47,48 PB                                            | 13,96                                               | 46,03 PB                                            | 4,70                                                | 53,02                                               | 4.35,58                                             | 8309                                                | 12                                                  |
| Makenson Gletty | tienkamp  | pnt.      | 924                                                 | 838                                                 | 891                                                 | 794                                                 | 934                                                 | 980                                                 | 788                                                 | 819                                                 | 633                                                 | 708                                                 | 8309                                                | 12                                                  |
| Kevin Mayer     | tienkamp  | res.      | forfait op 1 augustus 2024 omwille van een blessure | forfait op 1 augustus 2024 omwille van een blessure | forfait op 1 augustus 2024 omwille van een blessure | forfait op 1 augustus 2024 omwille van een blessure | forfait op 1 augustus 2024 omwille van een blessure | forfait op 1 augustus 2024 omwille van een blessure | forfait op 1 augustus 2024 omwille van een blessure | forfait op 1 augustus 2024 omwille van een blessure | forfait op 1 augustus 2024 omwille van een blessure | forfait op 1 augustus 2024 omwille van een blessure | forfait op 1 augustus 2024 omwille van een blessure | forfait op 1 augustus 2024 omwille van een blessure |
| Kevin Mayer     | tienkamp  | pnt.      | forfait op 1 augustus 2024 omwille van een blessure | forfait op 1 augustus 2024 omwille van een blessure | forfait op 1 augustus 2024 omwille van een blessure | forfait op 1 augustus 2024 omwille van een blessure | forfait op 1 augustus 2024 omwille van een blessure | forfait op 1 augustus 2024 omwille van een blessure | forfait op 1 augustus 2024 omwille van een blessure | forfait op 1 augustus 2024 omwille van een blessure | forfait op 1 augustus 2024 omwille van een blessure | forfait op 1 augustus 2024 omwille van een blessure | forfait op 1 augustus 2024 omwille van een blessure | forfait op 1 augustus 2024 omwille van een blessure |

| atlete                | onderdeel | onderdeel | 100 h | hs   | ks    | 200 m | vs   | sw    | 800 m   | totaal | rang |
| --------------------- | --------- | --------- | ----- | ---- | ----- | ----- | ---- | ----- | ------- | ------ | ---- |
| Auriana Lazraq-Khlass | zevenkamp | res.      | 13,54 | 1,68 | 13,69 | 23,87 | 5,59 | 45,37 | 2.09,45 | 6110   | 16   |
| Auriana Lazraq-Khlass | zevenkamp | pnt.      | 1044  | 830  | 773   | 993   | 726  | 771   | 973     | 6110   | 16   |

### Badminton
Mannen
| atleet                          | onderdeel  | groepsfase                         | groepsfase                        | groepsfase                    | groepsfase | eliminatie             | kwartfinale          | halve finale         | finale / BM          | finale / BM    |
| atleet                          | onderdeel  | tegenstander uitslag               | tegenstander uitslag              | tegenstander uitslag          | rang       | tegenstander uitslag   | tegenstander uitslag | tegenstander uitslag | tegenstander uitslag | rang           |
| ------------------------------- | ---------- | ---------------------------------- | --------------------------------- | ----------------------------- | ---------- | ---------------------- | -------------------- | -------------------- | -------------------- | -------------- |
| Toma Junior Popov               | enkelspel  | Shu W 21-11, 21-12                 | Ginting W 19-21, 21-17, 21-15     | n.v.t.                        | 1 Q        | Lee Z J V 13-21, 22-24 | niet geplaatst       | niet geplaatst       | niet geplaatst       | niet geplaatst |
| Toma Junior Popov Christo Popov | dubbelspel | Jomkoh - Kedre V 14-21, 19-21      | Kang M-h - Seo S-j V 17-21, 15-21 | Král - Mendrek W 21-18, 21-19 | 3          | n.v.t.                 | niet geplaatst       | niet geplaatst       | niet geplaatst       | niet geplaatst |
| Lucas Corvée Ronan Labar        | dubbelspel | Rankireddy - Shetty V 17-21, 14-21 | Alfian - Ardianto V 13-21, 10-21  | Lamsfuß - Seidel W TT         | 3          | n.v.t.                 | niet geplaatst       | niet geplaatst       | niet geplaatst       | niet geplaatst |

Vrouwen
| atleet                   | onderdeel  | groepsfase                                      | groepsfase               | groepsfase                           | groepsfase | eliminatie           | kwartfinale          | halve finale         | finale / BM          | finale / BM    |
| atleet                   | onderdeel  | tegenstander uitslag                            | tegenstander uitslag     | tegenstander uitslag                 | rang       | tegenstander uitslag | tegenstander uitslag | tegenstander uitslag | tegenstander uitslag | rang           |
| ------------------------ | ---------- | ----------------------------------------------- | ------------------------ | ------------------------------------ | ---------- | -------------------- | -------------------- | -------------------- | -------------------- | -------------- |
| Xuefei Qi                | enkelspel  | Nalbantova V 18-21, 18-21                       | An V 5-21, 7-21          | n.v.t.                               | 3          | niet geplaatst       | niet geplaatst       | niet geplaatst       | niet geplaatst       | niet geplaatst |
| Margot Lambert Anne Tran | dubbelspel | Kititharakul - Prajongjai V 21-12, 13-21, 15-21 | Baek - Lee V 13-21, 8-21 | Fruergaard - Thygesen V 16-21, 12-21 | 4          | n.v.t.               | niet geplaatst       | niet geplaatst       | niet geplaatst       | niet geplaatst |

Gemengd
| atleet                       | onderdeel  | groepsfase                   | groepsfase                 | groepsfase                       | groepsfase | kwartfinale          | halve finale         | finale / BM          | finale / BM    |
| atleet                       | onderdeel  | tegenstander uitslag         | tegenstander uitslag       | tegenstander uitslag             | rang       | tegenstander uitslag | tegenstander uitslag | tegenstander uitslag | rang           |
| ---------------------------- | ---------- | ---------------------------- | -------------------------- | -------------------------------- | ---------- | -------------------- | -------------------- | -------------------- | -------------- |
| Thom Gicquel Delphine Delrue | dubbelspel | Zheng - Huang V 14-21, 21-23 | Kim - Jeong V 20-22, 16-21 | Rivaldy - Mentari W 21-23, 21-15 | 3          | niet geplaatst       | niet geplaatst       | niet geplaatst       | niet geplaatst |

### Basketbal

#### 3x3
Mannen
| Olympiër                                                      | Discipline | Resultaat | Prestatie |
| ------------------------------------------------------------- | ---------- | --------- | --------- |
| Lucas Dussoulier Jules Rambaut Franck Seguela Timothé Vergiat | 3x3        | Zilver    | zie onder |

| Pos | Team             | Wed | W | V | Ptn | PV  | PT  | +/− | Kwalificatie  |
| --- | ---------------- | --- | - | - | --- | --- | --- | --- | ------------- |
| 1   | Letland          | 7   | 7 | 0 | 14  | 147 | 103 | +44 | Halve finales |
| 2   | Nederland        | 7   | 5 | 2 | 12  | 133 | 112 | +21 | Halve finales |
| 3   | Litouwen         | 7   | 4 | 3 | 11  | 134 | 125 | +9  | Play-in       |
| 4   | Servië           | 7   | 4 | 3 | 11  | 129 | 123 | +6  | Play-in       |
| 5   | Frankrijk (G)    | 7   | 3 | 4 | 10  | 131 | 132 | −1  | Play-in       |
| 6   | Polen            | 7   | 2 | 5 | 9   | 116 | 139 | −23 | Play-in       |
| 7   | Verenigde Staten | 7   | 2 | 5 | 9   | 116 | 138 | −22 |               |
| 8   | China            | 7   | 1 | 6 | 8   | 107 | 141 | −34 |               |

| Ronde        | Datum           | Tijd  | Land             | Score   | Land      |  |
| ------------ | --------------- | ----- | ---------------- | ------- | --------- |  |
| groepsfase   | 30 juli 2024    | 22:05 | Frankrijk        | 21 - 19 | Polen     |  |
| groepsfase   | 31 juli 2024    | 22:05 | Litouwen         | 20 - 21 | Frankrijk |  |
| groepsfase   | 1 augustus 2024 | 14:05 | Frankrijk        | 13 - 20 | Nederland |  |
| groepsfase   | 1 augustus 2024 | 22:35 | Servië           | 19 - 16 | Frankrijk |  |
| groepsfase   | 2 augustus 2024 | 14:05 | Letland          | 22 - 20 | Frankrijk |  |
| groepsfase   | 2 augustus 2024 | 18:35 | Verenigde Staten | 21 - 19 | Frankrijk |  |
| groepsfase   | 4 augustus 2024 | 17:30 | Frankrijk        | 21 - 12 | China     |  |
|              |                 |       |                  |         |           |  |
| kwartfinale  | 4 augustus 2024 | 22:05 | Servië           | 19 - 22 | Frankrijk |  |
|              |                 |       |                  |         |           |  |
| halve finale | 5 augustus 2024 | 19:00 | Letland          | 14 - 21 | Frankrijk |  |
|              |                 |       |                  |         |           |  |
| finale       | 5 augustus 2024 | 22:30 | Frankrijk        | 17 - 18 | Nederland |  |

Vrouwen
| Olympiër                                                            | Discipline | Resultaat | Prestatie |
| ------------------------------------------------------------------- | ---------- | --------- | --------- |
| Myriam Djekoundade Laëtitia Guapo Hortense Limouzin Marie-Ève Paget | 3x3        | 8         | zie onder |

| Groep |                  |             |             |             |            |            |            |        |
| #     | Land             | Wedstrijden | Wedstrijden | Wedstrijden | Doelpunten | Doelpunten | Doelpunten | Punten |
| #     | Land             | GW          | W           | V           | V          | T          | Saldo      | Punten |
| 1     | Duitsland        | 7           | 6           | 1           | 117        | 100        | +17        | 12     |
| 2     | Spanje           | 7           | 4           | 3           | 115        | 114        | +1         | 8      |
| 3     | Verenigde Staten | 7           | 4           | 3           | 108        | 109        | -1         | 8      |
| 4     | Canada           | 7           | 4           | 3           | 129        | 112        | +17        | 8      |
| 5     | Australië        | 7           | 4           | 3           | 127        | 122        | +5         | 8      |
| 6     | China            | 7           | 2           | 5           | 107        | 123        | -16        | 4      |
| 7     | Azerbeidzjan     | 7           | 2           | 5           | 106        | 123        | -17        | 4      |
| 8     | Frankrijk        | 7           | 2           | 5           | 99         | 105        | -6         | 4      |

| Ronde        | Datum           | Tijd           | Land           | Score          | Land             |                |
| ------------ | --------------- | -------------- | -------------- | -------------- | ---------------- | -------------- |
| groepsfase   | 30 juli 2024    | 21:30          | Frankrijk      | 19 - 21        | China            |                |
| groepsfase   | 31 juli 2024    | 21:00          | Spanje         | 17 - 12        | Frankrijk        |                |
| groepsfase   | 1 augustus 2024 | 12:30          | Azerbeidzjan   | 10 - 15        | Frankrijk        |                |
| groepsfase   | 1 augustus 2024 | 22:00          | Canada         | 13 - 9         | Frankrijk        |                |
| groepsfase   | 2 augustus 2024 | 13:00          | Frankrijk      | 13 - 14        | Verenigde Staten |                |
| groepsfase   | 2 augustus 2024 | 21:30          | Duitsland      | 14 - 13        | Frankrijk        |                |
| groepsfase   | 3 augustus 2024 | 18:35          | Frankrijk      | 18 - 16        | Australië        |                |
|              |                 |                |                |                |                  |                |
| kwartfinale  | niet geplaatst  | niet geplaatst | niet geplaatst | niet geplaatst | niet geplaatst   | niet geplaatst |
|              |                 |                |                |                |                  |                |
| halve finale | niet geplaatst  | niet geplaatst | niet geplaatst | niet geplaatst | niet geplaatst   | niet geplaatst |
|              |                 |                |                |                |                  |                |
| finale       | niet geplaatst  | niet geplaatst | niet geplaatst | niet geplaatst | niet geplaatst   | niet geplaatst |

#### Mannenteam
| Olympiër | Onderdeel | Resultaat | Prestatie |
| --- | --------- | --------- | --------- |
| Andrew Albicy Nicolas Batum Isaïa Cordinier Bilal Coulibaly Nando de Colo Evan Fournier Rudy Gobert Mathias Lessort Frank Ntilikina Matthew Strazel Victor Wembanyama Guerschon Yabusele | mannen    | Zilver    | zie onder |

| Groep B |           |             |             |             |             |            |            |            |        |
| #       | Land      | Wedstrijden | Wedstrijden | Wedstrijden | Wedstrijden | Doelpunten | Doelpunten | Doelpunten | Punten |
| #       | Land      | GW          | W           | G           | V           | V          | T          | Saldo      | Punten |
| 1       | Duitsland | 3           | 3           | 0           | 0           | 268        | 221        | +47        | 6      |
| 2       | Frankrijk | 3           | 2           | 0           | 1           | 243        | 241        | +2         | 5      |
| 3       | Brazilië  | 3           | 1           | 0           | 2           | 241        | 248        | -7         | 4      |
| 4       | Japan     | 3           | 0           | 0           | 3           | 251        | 293        | -42        | 3      |

| groepsfase      |                  |           |           |           |                  |  |  |
| 27 juli 2024    | 17:15            | Frankrijk | 78 - 66   | Brazilië  |                  |  |  |
| 30 juli 2024    | 17:15            | Japan     | 90 - 94   | Frankrijk |                  |  |  |
| 2 augustus 2024 | 21:00            | Frankrijk | 71 - 85   | Duitsland |                  |  |  |
|                 |                  |           |           |           |                  |  |  |
| kwartfinale     | 6 augustus 2024  | 18:00     | Frankrijk | 82 - 73   | Canada           |  |  |
|                 |                  |           |           |           |                  |  |  |
| halve finale    | 8 augustus 2024  | 17:30     | Frankrijk | 73 - 69   | Duitsland        |  |  |
|                 |                  |           |           |           |                  |  |  |
| finale          | 10 augustus 2024 | 21:30     | Frankrijk | 87 - 98   | Verenigde Staten |  |  |

#### Vrouwenteam
| Olympiër | Onderdeel | Resultaat | Prestatie |
| --- | --------- | --------- | --------- |
| Valériane Ayayi Marième Badiane Romane Bernies Alexia Chery Marine Fauthoux Marine Johannès Leila Lacan Dominique Malonga Sarah Michel Iliana Rupert Janelle Salaun Gabby Williams | vrouwen   | Zilver    | zie onder |

| Groep |           |             |             |             |             |            |            |            |        |
| #     | Land      | Wedstrijden | Wedstrijden | Wedstrijden | Wedstrijden | Doelpunten | Doelpunten | Doelpunten | Punten |
| #     | Land      | GW          | W           | G           | V           | V          | T          | Saldo      | Punten |
| 1     | Frankrijk | 3           | 2           | 0           | 1           | 222        | 187        | +35        | 5      |
| 2     | Australië | 3           | 2           | 0           | 1           | 211        | 212        | -1         | 5      |
| 3     | Nigeria   | 3           | 2           | 0           | 1           | 208        | 207        | +1         | 5      |
| 4     | Canada    | 3           | 0           | 0           | 3           | 189        | 224        | -35        | 3      |

| groepsfase      |                  |           |           |           |                  |  |  |
| 29 juli 2024    | 17:15            | Canada    | 54 - 75   | Frankrijk |                  |  |  |
| 1 augustus 2024 | 17:15            | Frankrijk | 75 - 54   | Nigeria   |                  |  |  |
| 4 augustus 2024 | 21:00            | Australië | 79 - 72   | Frankrijk |                  |  |  |
|                 |                  |           |           |           |                  |  |  |
| kwartfinale     | 7 augustus 2024  | 18:00     | Duitsland | 71 - 84   | Frankrijk        |  |  |
|                 |                  |           |           |           |                  |  |  |
| halve finale    | 9 augustus 2024  | 21:00     | Frankrijk | 81 - 75   | België           |  |  |
|                 |                  |           |           |           |                  |  |  |
| finale          | 11 augustus 2024 | 15:30     | Frankrijk | 66 - 67   | Verenigde Staten |  |  |

### Boksen
Mannen
| atleet          | onderdeel         | eerste ronde         | tweede ronde         | kwartfinale          | halve finale         | finale               | rang           |
| atleet          | onderdeel         | tegenstander uitslag | tegenstander uitslag | tegenstander uitslag | tegenstander uitslag | tegenstander uitslag | rang           |
| --------------- | ----------------- | -------------------- | -------------------- | -------------------- | -------------------- | -------------------- | -------------- |
| Billal Bennama  | vlieggewicht      | n.v.t                | Hill W 3 - 2         | Claro W 3 - 2        | Alcántara W 5 - 0    | Dusmatov V 0 - 5     | Zilver         |
| Sofiane Oumiha  | lichtgewicht      | bye                  | Al-Kasbeh W 5 - 0    | Kovács W 5 - 0       | Sanford W 4 - 1      | Álvarez V 2 - 3      | Zilver         |
| Makan Traoré    | weltergewicht     | Walsh W 4 - 0        | Terteryan V 1 - 4    | niet geplaatst       | niet geplaatst       | niet geplaatst       | niet geplaatst |
| Djamili Aboudou | superzwaargewicht | n.v.t.               | Kadi W 4 - 1         | Congo W 4 - 1        | Ghadfa V 0 - 5       | niet geplaatst       | Brons          |

Vrouwen
| atlete           | onderdeel     | eerste ronde         | tweede ronde         | kwartfinale          | halve finale         | finale               | rang           |
| atlete           | onderdeel     | tegenstander uitslag | tegenstander uitslag | tegenstander uitslag | tegenstander uitslag | tegenstander uitslag | rang           |
| ---------------- | ------------- | -------------------- | -------------------- | -------------------- | -------------------- | -------------------- | -------------- |
| Wassila Lkhadiri | vlieggewicht  | bye                  | Moorehouse W 4 - 1   | Villegas V 2 - 3     | niet geplaatst       | niet geplaatst       | niet geplaatst |
| Amina Zidani     | vedergewicht  | bye                  | Petecio V 1 - 4      | niet geplaatst       | niet geplaatst       | niet geplaatst       | niet geplaatst |
| Estelle Mossely  | lichtgewicht  | Gonzalez V 0 - 4     | niet geplaatst       | niet geplaatst       | niet geplaatst       | niet geplaatst       | niet geplaatst |
| Davina Michel    | middelgewicht | n.v.t.               | Manikon W 5 - 0      | EOR Ngamba V 0 - 5   | niet geplaatst       | niet geplaatst       | niet geplaatst |

### Boogschieten
Mannen
| atleet                                                | onderdeel   | plaatsingsronde | plaatsingsronde | eerste ronde         | tweede ronde         | derde ronde          | kwartfinale          | halve finale         | finale / BM          | finale / BM    |
| atleet                                                | onderdeel   | score           | rang            | tegenstander uitslag | tegenstander uitslag | tegenstander uitslag | tegenstander uitslag | tegenstander uitslag | tegenstander uitslag | rang           |
| ----------------------------------------------------- | ----------- | --------------- | --------------- | -------------------- | -------------------- | -------------------- | -------------------- | -------------------- | -------------------- | -------------- |
| Baptiste Addis                                        | individueel | 678             | 6               | Yeremenko W 6 - 2    | Wise W 7 - 3         | Grande W 6 - 4       | Unruh V 510 - 6X     | niet geplaatst       | niet geplaatst       | niet geplaatst |
| Thomas Chirault                                       | individueel | 676             | 9               | Hernández W 7 - 1    | Tai Y-h W 610 - 58   | Gazoz V 5 - 6        | niet geplaatst       | niet geplaatst       | niet geplaatst       | niet geplaatst |
| Jean-Charles Valladont                                | individueel | 671             | 19              | C. Hall V 4 - 6      | niet geplaatst       | niet geplaatst       | niet geplaatst       | niet geplaatst       | niet geplaatst       | niet geplaatst |
| Baptiste Addis Thomas Chirault Jean-Charles Valladont | team        | 2025            | 2               | n.v.t.               | n.v.t.               | bye                  | Italië W 6 - 2       | Turkije W 5 - 4      | Zuid-Korea V 1 - 5   | Zilver         |

Vrouwen
| atleet                                      | onderdeel   | plaatsingsronde | plaatsingsronde | eerste ronde         | tweede ronde         | derde ronde          | kwartfinale           | halve finale         | finale / BM          | finale / BM    |
| atleet                                      | onderdeel   | score           | rang            | tegenstander uitslag | tegenstander uitslag | tegenstander uitslag | tegenstander uitslag  | tegenstander uitslag | tegenstander uitslag | rang           |
| ------------------------------------------- | ----------- | --------------- | --------------- | -------------------- | -------------------- | -------------------- | --------------------- | -------------------- | -------------------- | -------------- |
| Lisa Barbelin                               | individueel | 652             | 30              | Schloesser W 6 - 2   | Yang X W 6 - 2       | Caetano W 6 - 2      | Choirunisa W 610 - 58 | Lim S-h V 0 - 6      | Jeon H-y W 6 - 4     | Brons          |
| Amélie Cordeau                              | individueel | 661             | 17              | Baránková W 7 - 3    | Havers V 59 - 610    | niet geplaatst       | niet geplaatst        | niet geplaatst       | niet geplaatst       | niet geplaatst |
| Caroline Lopez                              | individueel | 659             | 21              | Paeglis W 6 - 4      | Noda V 2 - 6         | niet geplaatst       | niet geplaatst        | niet geplaatst       | niet geplaatst       | niet geplaatst |
| Lisa Barbelin Amélie Cordeau Caroline Lopez | team        | 1972            | 5               | n.v.t.               | n.v.t.               | Nederland V 0 - 6    | niet geplaatst        | niet geplaatst       | niet geplaatst       | niet geplaatst |

Gemengd
| atleet                       | onderdeel | plaatsingsronde | plaatsingsronde | eerste ronde         | kwartfinale          | halve finale         | finale / BM          | finale / BM    |
| atleet                       | onderdeel | score           | rang            | tegenstander uitslag | tegenstander uitslag | tegenstander uitslag | tegenstander uitslag | rang           |
| ---------------------------- | --------- | --------------- | --------------- | -------------------- | -------------------- | -------------------- | -------------------- | -------------- |
| Baptiste Addis Lisa Barbelin | team      | 1339            | 8               | Italië V 0 - 6       | niet geplaatst       | niet geplaatst       | niet geplaatst       | niet geplaatst |

### Breaking
| Atleet        | Nickname         | Onderdeel | Round-robin | Round-robin | Kwartfinale            | Halve finale           | Finale / BM            | Finale / BM    |
| Atleet        | Nickname         | Onderdeel | Punten      | Rang        | Tegenstander Resultaat | Tegenstander Resultaat | Tegenstander Resultaat | Rang           |
| ------------- | ---------------- | --------- | ----------- | ----------- | ---------------------- | ---------------------- | ---------------------- | -------------- |
| Gaëtan Alin   | Lagaet           | B-Boys    | 15          | 4           | niet geplaatst         | niet geplaatst         | niet geplaatst         | niet geplaatst |
| Danis Civil   | Danny Dann       | B-Boys    | 37          | 2 Q         | Jeffro W 2 - 1         | Victor W 2 - 1         | Phil Wizard V 0 - 3    | Zilver         |
| Sya Dembélé   | Syssy            | B-Girls   | 33          | 2 Q         | Ami V 0 - 3            | niet geplaatst         | niet geplaatst         | niet geplaatst |
| Carlota Dudek | Señorita Carlota | B-Girls   | 12          | 4           | niet geplaatst         | niet geplaatst         | niet geplaatst         | niet geplaatst |

### Gewichtheffen
Mannen
| atleet                 | onderdeel | trekken | trekken | stoten | stoten | totaal | rang |
| atleet                 | onderdeel | score   | rang    | score  | rang   | totaal | rang |
| ---------------------- | --------- | ------- | ------- | ------ | ------ | ------ | ---- |
| Bernardin Kingue Matam | -73 kg    | 145     | 11      | 175    | 9      | 320    | 9    |
| Romain Imadouchène     | -89 kg    | 155     | 11      | 196    | 9      | 351    | 9    |

Vrouwen
| atlete          | onderdeel | trekken | trekken | stoten | stoten | totaal | rang |
| atlete          | onderdeel | score   | rang    | score  | rang   | totaal | rang |
| --------------- | --------- | ------- | ------- | ------ | ------ | ------ | ---- |
| Dora Tchakounté | -59 kg    | 98      | 9       | 115    | 9      | 213    | 9    |
| Marie Fegue     | -71 kg    | 110     | 6       | 133    | 6      | 243    | 5    |

### Golf
| atleet           | onderdeel | eerste ronde | tweede ronde | derde ronde | vierde ronde | totaal | totaal | totaal |
| atleet           | onderdeel | score        | score        | score       | score        | score  | par    | rang   |
| ---------------- | --------- | ------------ | ------------ | ----------- | ------------ | ------ | ------ | ------ |
| Matthieu Pavon   | mannen    | 71           | 75           | 77          | 74           | 297    | +13    | 58     |
| Victor Perez     | mannen    | 70           | 67           | 68          | 63           | 268    | -16    | 4      |
| Céline Boutier   | vrouwen   | 65           | 76           | 71          | 74           | 286    | -2     | T18    |
| Perrine Delacour | vrouwen   | 79           | 78           | 74          | 66           | 297    | +9     | T42    |

### Gymnastiek

#### Turnen
Mannen
| atleet         | onderdeel | kwalificatie | kwalificatie | kwalificatie | kwalificatie | kwalificatie | kwalificatie | kwalificatie | kwalificatie | finale  | finale  | finale  | finale  | finale  | finale  | finale | finale  |
| atleet         | onderdeel | toestel      | toestel      | toestel      | toestel      | toestel      | toestel      | totaal       | positie      | toestel | toestel | toestel | toestel | toestel | toestel | totaal | positie |
| atleet         | onderdeel | vloer        | voltige      | ringen       | sprong       | brug         | rekstok      | totaal       | positie      | vloer   | voltige | ringen  | sprong  | brug    | rekstok | totaal | positie |
| -------------- | --------- | ------------ | ------------ | ------------ | ------------ | ------------ | ------------ | ------------ | ------------ | ------- | ------- | ------- | ------- | ------- | ------- | ------ | ------- |
| Samir Aït Saïd | ringen    | n.v.t.       | n.v.t.       | 14,966       | n.v.t.       | n.v.t.       | n.v.t.       | n.v.t.       | 3 Q          | n.v.t.  | n.v.t.  | 15,000  | n.v.t.  | n.v.t.  | n.v.t.  | n.v.t. | 4       |

Vrouwen
| Turnster(s)                 | Onderdeel | Kwalificatie | Kwalificatie | Kwalificatie | Kwalificatie | Kwalificatie | Kwalificatie | Finale         | Finale         | Finale         | Finale         | Finale         | Finale         |
| Turnster(s)                 | Onderdeel | Toestel      | Toestel      | Toestel      | Toestel      | Totaal       | Plaats       | Toestel        | Toestel        | Toestel        | Toestel        | Totaal         | Plaats         |
| Turnster(s)                 | Onderdeel | Sprong       | Brug         | Balk         | Vloer        | Totaal       | Plaats       | Sprong         | Brug           | Balk           | Vloer          | Totaal         | Plaats         |
| --------------------------- | --------- | ------------ | ------------ | ------------ | ------------ | ------------ | ------------ | -------------- | -------------- | -------------- | -------------- | -------------- | -------------- |
| Marine Boyer                | Team      | -            | 13,200       | 13,766       | 12,833       | n.v.t.       | n.v.t.       | niet geplaatst | niet geplaatst | niet geplaatst | niet geplaatst | niet geplaatst | niet geplaatst |
| Mélanie de Jesus dos Santos | Team      | 14,200       | 12,233       | 12,366       | 12,700       | 51,499       | 33           | niet geplaatst | niet geplaatst | niet geplaatst | niet geplaatst | niet geplaatst | niet geplaatst |
| Coline Devillard            | Team      | 13,650       | -            | 10,866       | -            | n.v.t.       | n.v.t.       | niet geplaatst | niet geplaatst | niet geplaatst | niet geplaatst | niet geplaatst | niet geplaatst |
| Morgane Osyssek             | Team      | 13,300       | 11,600       | 13,533       | 12,033       | 50,466       | 48           | niet geplaatst | niet geplaatst | niet geplaatst | niet geplaatst | niet geplaatst | niet geplaatst |
| Ming van Eijken             | Team      | 13,783       | 13,033       | -            | 12,500       | n.v.t.       | n.v.t.       | niet geplaatst | niet geplaatst | niet geplaatst | niet geplaatst | niet geplaatst | niet geplaatst |
| Totaal                      | Team      | 42,633       | 38,466       | 39,665       | 38,033       | 158,797      | 11           | niet geplaatst | niet geplaatst | niet geplaatst | niet geplaatst | niet geplaatst | niet geplaatst |

#### Ritmisch
| atlete          | onderdeel   | kwalificatie | kwalificatie | kwalificatie | kwalificatie | kwalificatie | kwalificatie | finale         | finale         | finale         | finale         | finale         | finale         |
| atlete          | onderdeel   | hoepel       | bal          | knotsen      | lint         | totaal       | rang         | hoepel         | bal            | knotsen        | lint           | totaal         | rang           |
| --------------- | ----------- | ------------ | ------------ | ------------ | ------------ | ------------ | ------------ | -------------- | -------------- | -------------- | -------------- | -------------- | -------------- |
| Hélène Karbanov | individueel | 30,500       | 32,350       | 28,650       | 29,650       | 121,150      | 17           | niet geplaatst | niet geplaatst | niet geplaatst | niet geplaatst | niet geplaatst | niet geplaatst |

| atleten                                                                          | onderdeel | kwalificatie | kwalificatie         | kwalificatie | kwalificatie | finale   | finale               | finale | finale |
| atleten                                                                          | onderdeel | 5 linten     | 3 knotsen, 2 hoepels | totaal       | rang         | 5 linten | 3 knotsen, 2 hoepels | totaal | rang   |
| -------------------------------------------------------------------------------- | --------- | ------------ | -------------------- | ------------ | ------------ | -------- | -------------------- | ------ | ------ |
| Aïnhoa Dot-Espinosa Manelle Inaho Célia Joseph-Noël Justine Lavit Lozéa Vilarino | team      | 36,600       | 32,200               | 68,800       | 4 Q          | 35,750   | 30,250               | 66,000 | 6      |

#### Trampoline
| atleet        | onderdeel | kwalificaties | kwalificaties | finale         | finale         |
| atleet        | onderdeel | score         | rang          | score          | rang           |
| ------------- | --------- | ------------- | ------------- | -------------- | -------------- |
| Pierre Gouzou | mannen    | 59,100        | 6 Q           | 58,940         | 6              |
| Léa Labrousse | vrouwen   | 53,220        | 12            | niet geplaatst | niet geplaatst |

### Handbal

#### Mannen
| Olympiër | Onderdeel | Resultaat | Prestatie |
| --- | --------- | --------- | --------- |
| Rémi Desbonnet Hugo Descat Ludovic Fabregas Vincent Gérard Luka Karabatic Nikola Karabatić Karl Konan Yanis Lenne Dika Mem Dylan Nahi Valentin Porte Elohim Prandi Nedim Remili Melvyn Richardson | Mannen    | 8         | zie onder |

| Pos | Team          | Wed | W | G | V | Ptn | DV  | DT  | +/− | Kwalificatie |
| --- | ------------- | --- | - | - | - | --- | --- | --- | --- | ------------ |
| 1   | Denemarken    | 5   | 5 | 0 | 0 | 10  | 165 | 133 | +32 | Kwartfinales |
| 2   | Egypte        | 5   | 3 | 1 | 1 | 7   | 148 | 140 | +8  | Kwartfinales |
| 3   | Noorwegen     | 5   | 3 | 0 | 2 | 6   | 139 | 136 | +3  | Kwartfinales |
| 4   | Frankrijk (G) | 5   | 2 | 1 | 2 | 5   | 129 | 131 | −2  | Kwartfinales |
| 5   | Hongarije     | 5   | 1 | 0 | 4 | 2   | 137 | 138 | −1  |              |
| 6   | Argentinië    | 5   | 0 | 0 | 5 | 0   | 131 | 171 | −40 |              |

| Groepsfase      |                 |                |                |                |                |                |                |
| 27 juli 2024    | 21:00           | Denemarken     | 37 - 29        | Frankrijk      |                |                |                |
| 29 juli 2024    | 19:00           | Frankrijk      | 22 - 27        | Noorwegen      |                |                |                |
| 31 juli 2024    | 19:00           | Frankrijk      | 26 - 26        | Egypte         |                |                |                |
| 2 augustus 2024 | 11:00           | Argentinië     | 21 - 28        | Frankrijk      |                |                |                |
| 4 augustus 2024 | 16:00           | Hongarije      | 20 - 24        | Frankrijk      |                |                |                |
|                 |                 |                |                |                |                |                |                |
| Kwartfinale     | 7 augustus 2024 | 13:30          | Duitsland      | 35 - 34        | Frankrijk      |                |                |
|                 |                 |                |                |                |                |                |                |
| Halve finale    | niet geplaatst  | niet geplaatst | niet geplaatst | niet geplaatst | niet geplaatst | niet geplaatst | niet geplaatst |
|                 |                 |                |                |                |                |                |                |
| Finale          | niet geplaatst  | niet geplaatst | niet geplaatst | niet geplaatst | niet geplaatst | niet geplaatst | niet geplaatst |

#### Vrouwen
| Olympiër | Onderdeel | Resultaat | Prestatie |
| --- | --------- | --------- | --------- |
| Sarah Bouktit Laura Flippes Pauletta Foppa Laura Glauser Léna Grandveau Lucie Granier Tamara Horacek Orlane Kanor Coralie Lassource Méline Nocandy Estelle Nze Minko Hatadou Sako Alicia Toublanc Chloé Valentini | Vrouwen   | Zilver    | zie onder |

| Pos | Team          | Wed | W | G | V | Ptn | DV  | DT  | +/− | Kwalificatie |
| --- | ------------- | --- | - | - | - | --- | --- | --- | --- | ------------ |
| 1   | Frankrijk (G) | 5   | 5 | 0 | 0 | 10  | 159 | 124 | +35 | Kwartfinales |
| 2   | Nederland     | 5   | 4 | 0 | 1 | 8   | 152 | 137 | +15 | Kwartfinales |
| 3   | Hongarije     | 5   | 2 | 1 | 2 | 5   | 137 | 140 | −3  | Kwartfinales |
| 4   | Brazilië      | 5   | 2 | 0 | 3 | 4   | 127 | 119 | +8  | Kwartfinales |
| 5   | Angola        | 5   | 1 | 1 | 3 | 3   | 131 | 154 | −23 |              |
| 6   | Spanje        | 5   | 0 | 0 | 5 | 0   | 111 | 143 | −32 |              |

| Groepsfase      |                  |           |           |           |           |  |  |
| 25 juli 2024    | 19:00            | Hongarije | 28 - 31   | Frankrijk |           |  |  |
| 28 juli 2024    | 21:00            | Frankrijk | 32 - 28   | Nederland |           |  |  |
| 30 juli 2024    | 19:00            | Frankrijk | 26 - 20   | Brazilië  |           |  |  |
| 1 augustus 2024 | 16:00            | Angola    | 24 - 38   | Frankrijk |           |  |  |
| 3 augustus 2024 | 11:00            | Spanje    | 24 - 32   | Frankrijk |           |  |  |
|                 |                  |           |           |           |           |  |  |
| Kwartfinale     | 6 augustus 2024  | 13:30     | Frankrijk | 26 - 23   | Duitsland |  |  |
|                 |                  |           |           |           |           |  |  |
| Halve finale    | 8 augustus 2024  | 16:30     | Zweden    | 28 - 31   | Frankrijk |  |  |
|                 |                  |           |           |           |           |  |  |
| Finale          | 10 augustus 2024 | 15:00     | Noorwegen | 29 - 21   | Frankrijk |  |  |

### Hockey

#### Mannen
| Hockeyer(s) | Onderdeel | Plaats     |
| --- | --------- | ---------- |
| Franse mannen hockeyploeg Gaspard Baumgarten Amaury Bellenger Gaspard Baumgarten Victor Charlet Timothée Clément Eliot Curty Brieuc Delemazure Noé Jouin Viktor Lockwood Simon Martin-Brisac Charles Masson Christophe Peters-Deutz Blaise Rogeau Arthur Thieffry Etienne Tynevez Gaspard Xavier | Mannen    | groepsfase |

| Pos | Team             | Wed | W | G | V | Ptn | DV | DT | +/− | Kwalificatie |
| --- | ---------------- | --- | - | - | - | --- | -- | -- | --- | ------------ |
| 1   | Duitsland        | 5   | 4 | 0 | 1 | 12  | 16 | 6  | +10 | Kwartfinales |
| 2   | Nederland        | 5   | 3 | 1 | 1 | 10  | 16 | 9  | +7  | Kwartfinales |
| 3   | Groot-Brittannië | 5   | 2 | 2 | 1 | 8   | 11 | 7  | +4  | Kwartfinales |
| 4   | Spanje           | 5   | 2 | 1 | 2 | 7   | 11 | 12 | −1  | Kwartfinales |
| 5   | Zuid-Afrika      | 5   | 1 | 1 | 3 | 4   | 11 | 17 | −6  |              |
| 6   | Frankrijk (G)    | 5   | 0 | 1 | 4 | 1   | 8  | 22 | −14 |              |

| Groepsfase      |                |                |                |                  |                |                |                |
| 27 juli 2024    | 17:00          | Duitsland      | 8 - 2          | Frankrijk        |                |                |                |
| 28 juli 2024    | 19:45          | Nederland      | 4 - 0          | Frankrijk        |                |                |                |
| 30 juli 2024    | 10:00          | Spanje         | 3 - 3          | Frankrijk        |                |                |                |
| 1 augustus 2024 | 12:45          | Frankrijk      | 1 - 2          | Groot-Brittannië |                |                |                |
| 2 augustus 2024 | 19:45          | Frankrijk      | 2 - 5          | Zuid-Afrika      |                |                |                |
|                 |                |                |                |                  |                |                |                |
| Kwartfinale     | niet geplaatst | niet geplaatst | niet geplaatst | niet geplaatst   | niet geplaatst | niet geplaatst | niet geplaatst |
|                 |                |                |                |                  |                |                |                |
| Halve finale    | niet geplaatst | niet geplaatst | niet geplaatst | niet geplaatst   | niet geplaatst | niet geplaatst | niet geplaatst |
|                 |                |                |                |                  |                |                |                |
| Finale          | niet geplaatst | niet geplaatst | niet geplaatst | niet geplaatst   | niet geplaatst | niet geplaatst | niet geplaatst |

#### Vrouwen
| Hockeyer(s) | Onderdeel | Plaats     |
| --- | --------- | ---------- |
| Franse vrouwen hockeyploeg Victoire Arnaud Catherine Clot Philippine Delemazure Mathilde Duffrene Lucie Ehrmann Albane Garot Delfina Gaspari Mickaela Lahlah Inès Lardeur Yohanna Lhopital Paola le Nindre Emma Ponthieu Tessa-Margot Schubert Guusje van Bolhuis Gabrielle Verrier Eve Verzura | Vrouwen   | groepsfase |

| Pos | Team          | Wed | W | G | V | Ptn | DV | DT | +/− | Kwalificatie |
| --- | ------------- | --- | - | - | - | --- | -- | -- | --- | ------------ |
| 1   | Nederland     | 5   | 5 | 0 | 0 | 15  | 19 | 5  | +14 | Kwartfinales |
| 2   | België        | 5   | 4 | 0 | 1 | 12  | 13 | 4  | +9  | Kwartfinales |
| 3   | Duitsland     | 5   | 3 | 0 | 2 | 9   | 12 | 7  | +5  | Kwartfinales |
| 4   | China         | 5   | 2 | 0 | 3 | 6   | 15 | 10 | +5  | Kwartfinales |
| 5   | Japan         | 5   | 1 | 0 | 4 | 3   | 2  | 15 | −13 |              |
| 6   | Frankrijk (G) | 5   | 0 | 0 | 5 | 0   | 4  | 24 | −20 |              |

| Groepsfase      |                |                |                |                |                |                |                |
| 27 juli 2024    | 20:15          | Nederland      | 6 - 2          | Frankrijk      |                |                |                |
| 29 juli 2024    | 20:15          | Frankrijk      | 0 - 5          | België         |                |                |                |
| 31 juli 2024    | 12:45          | Frankrijk      | 1 - 5          | Duitsland      |                |                |                |
| 1 augustus 2024 | 19:45          | Japan          | 1 - 0          | Frankrijk      |                |                |                |
| 3 augustus 2024 | 17:00          | China          | 7 - 1          | Frankrijk      |                |                |                |
|                 |                |                |                |                |                |                |                |
| Kwartfinale     | niet geplaatst | niet geplaatst | niet geplaatst | niet geplaatst | niet geplaatst | niet geplaatst | niet geplaatst |
|                 |                |                |                |                |                |                |                |
| Halve finale    | niet geplaatst | niet geplaatst | niet geplaatst | niet geplaatst | niet geplaatst | niet geplaatst | niet geplaatst |
|                 |                |                |                |                |                |                |                |
| Finale          | niet geplaatst | niet geplaatst | niet geplaatst | niet geplaatst | niet geplaatst | niet geplaatst | niet geplaatst |

### Judo
Mannen
| atleet             | onderdeel | eerste ronde         | tweede ronde               | derde ronde              | kwartfinale           | halve finale         | herkansing           | finale / BM          | finale / BM    |
| atleet             | onderdeel | tegenstander uitslag | tegenstander uitslag       | tegenstander uitslag     | tegenstander uitslag  | tegenstander uitslag | tegenstander uitslag | tegenstander uitslag | rang           |
| ------------------ | --------- | -------------------- | -------------------------- | ------------------------ | --------------------- | -------------------- | -------------------- | -------------------- | -------------- |
| Luka Mkheidze      | −60 kg    | n.v.t.               | bye                        | Enkhtaivany W 10 - 00    | Kim W-j W 01 - 00     | Yıldız W 01 - 00     | bye                  | Smetov V 00 - 01     | Zilver         |
| Walide Khyar       | −66 kg    | n.v.t.               | EOR Rashnonezhad W 10 - 00 | Margvelashvili W 10 - 00 | Kyrgyzbayev V 00 - 10 | niet geplaatst       | Baskhüü W 01 - 00    | Vieru V 00 - 01      | 5              |
| Joan-Benjamin Gaba | −73 kg    | n.v.t.               | bye                        | Mlugu W 10 - 00          | Hachimoto W 10 - 00   | Osmanov W 10 - 00    | bye                  | Heydarov V 00 - 10   | Zilver         |
| Alpha Oumar Djalo  | −81 kg    | Abdelghany W 01 - 00 | Tckaev W 10 - 00           | Boltaboev V 00 - 10      | niet geplaatst        | niet geplaatst       | niet geplaatst       | niet geplaatst       | niet geplaatst |
| Maxime-Gaël Ngayap | −90 kg    | n.v.t.               | Klammert W 10 - 00         | Hajiyev W 10 - 00        | Tselidis W 01 - 00    | Murao V 00 - 11      | bye                  | Macedo W 10 - 00     | Brons          |
| Aurélien Diesse    | −100 kg   | n.v.t.               | Madzhidov W 10 - 00        | Paltchik V 00 - 10       | niet geplaatst        | niet geplaatst       | niet geplaatst       | niet geplaatst       | niet geplaatst |
| Teddy Riner        | +100 kg   | n.v.t.               | bye                        | Madomedomarov W 10 - 00  | Tushisvili W 10 - 00  | Rakhimov W 10 - 00   | bye                  | Kim M-j W 10 - 00    | 1 [ 2 ]        |

Vrouwen
| atlete               | onderdeel | eerste ronde         | tweede ronde         | derde ronde            | kwartfinale          | halve finale          | herkansing           | finale / BM            | finale / BM    |
| atlete               | onderdeel | tegenstander uitslag | tegenstander uitslag | tegenstander uitslag   | tegenstander uitslag | tegenstander uitslag  | tegenstander uitslag | tegenstander uitslag   | rang           |
| -------------------- | --------- | -------------------- | -------------------- | ---------------------- | -------------------- | --------------------- | -------------------- | ---------------------- | -------------- |
| Shirine Boukli       | −48 kg    | n.v.t.               | Beder W 10 - 00      | Bedioui W 10 - 00      | Tsunoda V 00 - 10    | niet geplaatst        | Scutto W 01 - 00     | Martínez W 01 - 00     | Brons          |
| Amandine Buchard     | −52 kg    | n.v.t.               | bye                  | Asvesta W 10 - 00      | Pimenta W 01 - 00    | Keldiyorova V 01 - 00 | bye                  | Pupp W 01 - 00         | Brons          |
| Sarah-Léonie Cysique | −57 kg    | n.v.t.               | bye                  | Estevas W 10 - 00      | Funakubo W 10 - 00   | Deguchi V 00 - 10     | bye                  | Liparteliani W 11 - 00 | Brons          |
| Clarisse Agbegnenou  | −63 kg    | n.v.t.               | Sharir W 01 - 00     | Quadros W 01 - 00      | Fazliu W 10 - 00     | Leški V 00 - 01       | bye                  | Piovesana W 10 - 00    | Brons          |
| Marie-Ève Gahié      | −70 kg    | n.v.t.               | bye                  | Goshen W 10 - 00       | Polleres V 00 - 10   | niet geplaatst        | Willems V 00 - 10    | niet geplaatst         | niet geplaatst |
| Madeleine Malonga    | −78 kg    | n.v.t.               | bye                  | Sampaio V 00 - 11      | niet geplaatst       | niet geplaatst        | niet geplaatst       | niet geplaatst         | niet geplaatst |
| Romane Dicko         | +78 kg    | n.v.t.               | bye                  | Somkhishvili W 10 - 00 | Cerić W 10 - 00      | Souza V 00 - 10       | bye                  | Žabić W 10 - 00        | Brons          |

Gemengd
| atleten | onderdeel | eerste ronde         | tweede ronde         | kwartfinale          | halve finale         | herkansing           | finale / BM          | finale / BM |
| atleten | onderdeel | tegenstander uitslag | tegenstander uitslag | tegenstander uitslag | tegenstander uitslag | tegenstander uitslag | tegenstander uitslag | rang        |
| --- | --------- | -------------------- | -------------------- | -------------------- | -------------------- | -------------------- | -------------------- | ----------- |
| Shirine Boukli Joan-Benjamin Gaba Amandine Buchard Walide Khyar Sarah-Léonie Cysique Luka Mkheidze Clarisse Agbegnenou Alpha Oumar Djalo Marie-Ève Gahié Maxime-Gaël Ngayap Hambou Romane Dicko Aurélien Diesse Madeleine Malonga Teddy Riner | team      | bye                  | Israël W 4 - 0       | Zuid-Korea W 4 - 1   | Italië W 4 - 1       | bye                  | Japan W 4 - 3        | Goud        |

### Kanovaren

#### Kayak Cross
| atleet          | onderdeel      | tijdrit | rang | ronde 1 | herkansingen | serie | kwartfinale | halve finale   | finale         | finale |
| atleet          | onderdeel      | tijdrit | rang | rang    | rang         | rang  | rang        | rang           | rang           | rang   |
| --------------- | -------------- | ------- | ---- | ------- | ------------ | ----- | ----------- | -------------- | -------------- | ------ |
| Titouan Castryk | KX-1 (mannen)  | 67,29   | 3    | 1 Q     | bye          | 1 Q   | 3           | niet geplaatst | niet geplaatst | 9      |
| Boris Neveu     | KX-1 (mannen)  | 67,48   | 4    | 1 Q     | bye          | 1 Q   | 1 Q         | 3 FB           | 3              | 7      |
| Angèle Hug      | KX-1 (vrouwen) | 73,27   | 10   | 1 Q     | bye          | 1 Q   | 1 Q         | 2 Q            | 2              | Zilver |
| Camille Prigent | KX-1 (vrouwen) | 70,33   | 1    | 1 Q     | bye          | 1 Q   | 3           | niet geplaatst | niet geplaatst | 9      |

#### Slalom
Mannen
| atleet          | onderdeel  | series | series | series | series | series    | series | halve finale | halve finale | finale | finale |
| atleet          | onderdeel  | run 1  | rang   | run 2  | rang   | beste run | rang   | tijd         | rang         | tijd   | rang   |
| --------------- | ---------- | ------ | ------ | ------ | ------ | --------- | ------ | ------------ | ------------ | ------ | ------ |
| Nicolas Gestin  | C-1 slalom | 89,90  | 1      | 88,78  | 1      | 88,78     | 1      | 93,12        | 1            | 91,36  | Goud   |
| Titouan Castryk | K-1 slalom | 83,71  | 1      | 80,09  | 1      | 80,09     | 1      | 91,56        | 4            | 88,42  | Zilver |

Vrouwen
| atlete            | onderdeel  | series | series | series | series | series    | series | halve finale | halve finale | finale         | finale         |
| atlete            | onderdeel  | run 1  | rang   | run 2  | rang   | beste run | rang   | tijd         | rang         | tijd           | rang           |
| ----------------- | ---------- | ------ | ------ | ------ | ------ | --------- | ------ | ------------ | ------------ | -------------- | -------------- |
| Marjorie Delassus | C-1 slalom | 108,34 | 8      | 119,22 | 17     | 108,34    | 13     | 118,34       | 13           | niet geplaatst | niet geplaatst |
| Camille Prigent   | K-1 slalom | 94,67  | 1      | 93,25  | 3      | 93,25     | 3      | 104,36       | 7            | 101,67         | 6              |

#### Sprint
Mannen
| atleet                   | onderdeel  | series  | series | kwartfinale | kwartfinale | halve finale | halve finale | finale  | finale |
| atleet                   | onderdeel  | tijd    | rang   | tijd        | rang        | tijd         | rang         | tijd    | rang   |
| ------------------------ | ---------- | ------- | ------ | ----------- | ----------- | ------------ | ------------ | ------- | ------ |
| Adrien Bart              | C-1 1000 m | 3.46,93 | 2 HF   | bye         | bye         | 3.49,56      | 6 FB         | 3.59,82 | 16     |
| Adrien Bart Loïc Léonard | C-2 500 m  | 1.44,00 | 4 KF   | 1.45,24     | 3 HF        | 1.40,98      | 5 FB         | 1.43,82 | 10     |
| Maxime Beaumont          | K-1 1000 m | 3.30,64 | 3 KF   | 3.29,66     | 1 HF        | 3.30,99      | 5 FB         | 3.31,42 | 15     |

Vrouwen
| atlete                        | onderdeel | series  | series | kwartfinale | kwartfinale | halve finale   | halve finale   | finale         | finale         |
| atlete                        | onderdeel | tijd    | rang   | tijd        | rang        | tijd           | rang           | tijd           | rang           |
| ----------------------------- | --------- | ------- | ------ | ----------- | ----------- | -------------- | -------------- | -------------- | -------------- |
| Eugénie Dorange               | C-1 200 m | 49,22   | 5 KF   | 49,67       | 5           | niet geplaatst | niet geplaatst | niet geplaatst | niet geplaatst |
| Eugénie Dorange Axelle Renard | C-2 500 m | 2.01,68 | 6 KF   | 2.00,91     | 3 HF        | 1.57,14        | 5 FB           | 1.57,02        | 10             |
| Manon Hostens                 | K-1 500 m | 1.57,13 | 5 KF   | 1.52,82     | 5 HF        | 1.51,36        | 5 FC           | 1.53,10        | 19             |
| Vanina Paoletti Manon Hostens | K-2 500 m | 1.45,34 | 4 KF   | 1.41,43     | 2 HF        | 1.40,62        | 7 FB           | 1.45,18        | 13             |

### Klimsport

#### Boulder & Lead combined
| Atleet         | Onderdeel | Kwalificatie | Kwalificatie | Kwalificatie | Kwalificatie | Kwalificatie | Kwalificatie | Finale         | Finale         | Finale         | Finale         | Finale         | Finale         |
| Atleet         | Onderdeel | Boulder      | Boulder      | Lead         | Lead         | Totaal       | Rang         | Boulder        | Boulder        | Lead           | Lead           | Totaal         | Rang           |
| Atleet         | Onderdeel | Resultaat    | Rang         | Hold         | Rang         | Totaal       | Rang         | Resultaat      | Rang           | Hold           | Rang           | Totaal         | Rang           |
| -------------- | --------- | ------------ | ------------ | ------------ | ------------ | ------------ | ------------ | -------------- | -------------- | -------------- | -------------- | -------------- | -------------- |
| Sam Avezou     | mannen    | 49,2         | 4            | 12,1         | 14           | 61,3         | 11           | niet geplaatst | niet geplaatst | niet geplaatst | niet geplaatst | niet geplaatst | niet geplaatst |
| Paul Jenft     | mannen    | 34,1         | 9            | 57,0         | 5            | 91,1         | 6 Q          | 24,4           | 6              | 54,0           | 8              | 78,4           | 8              |
| Zélia Avezou   | vrouwen   | 49,3         | 12           | 45,1         | 14           | 94,4         | 14           | niet geplaatst | niet geplaatst | niet geplaatst | niet geplaatst | niet geplaatst | niet geplaatst |
| Oriane Bertone | vrouwen   | 84,5         | 2            | 45,1         | 14           | 129,6        | 5 Q          | 59,5           | 5              | 45,0           | 8              | 104,5          | 8              |

#### Speed
| Atleet            | Onderdeel | Kwalificatie | Kwalificatie | Ronde 1              | Kwartfinale            | Halve finale      | Finale / BM       | Finale / BM    |
| Atleet            | Onderdeel | Tijd         | Rang         | Tegenstander Tijd    | Tegenstander Tijd      | Tegenstander Tijd | Tegenstander Tijd | Rang           |
| ----------------- | --------- | ------------ | ------------ | -------------------- | ---------------------- | ----------------- | ----------------- | -------------- |
| Bassa Mawem       | mannen    | 5,16         | 8 Q          | Tkach W 5,16 - 5,17  | Leonardo V 5,26 - 4,88 | niet geplaatst    | niet geplaatst    | niet geplaatst |
| Manon Lebon       | vrouwen   | 9,09         | 13 Q         | Hunt V 7,07 - 6,38   | niet geplaatst         | niet geplaatst    | niet geplaatst    | niet geplaatst |
| Capucine Viglione | vrouwen   | 7,53         | 10 Q         | Deng L V 6,86 - 6,55 | niet geplaatst         | niet geplaatst    | niet geplaatst    | niet geplaatst |

### Moderne vijfkamp
| atleet                | onderdeel | onderdeel    | schermen (degen) | schermen (degen) | schermen (degen) | schermen (degen) | zwemmen (200 m vrije slag) | zwemmen (200 m vrije slag) | zwemmen (200 m vrije slag) | paardrijden (springen) | paardrijden (springen) | paardrijden (springen) | combinatie: schieten/lopen (10 m luchtpistool)/(3200 m) | combinatie: schieten/lopen (10 m luchtpistool)/(3200 m) | combinatie: schieten/lopen (10 m luchtpistool)/(3200 m) | totaal punten | rang   |
| atleet                | onderdeel | onderdeel    | RR               | BR               | rang             | punten           | tijd                       | rang                       | punten                     | strafpunten            | rang                   | punten                 | tijd                                                    | rang                                                    | punten                                                  | totaal punten | rang   |
| --------------------- | --------- | ------------ | ---------------- | ---------------- | ---------------- | ---------------- | -------------------------- | -------------------------- | -------------------------- | ---------------------- | ---------------------- | ---------------------- | ------------------------------------------------------- | ------------------------------------------------------- | ------------------------------------------------------- | ------------- | ------ |
| Jean-Baptiste Mourcia | mannen    | halve finale | 16-19            | 2                | 23               | 207              | 2.09,07                    | 18                         | 292                        | 7                      | 8                      | 293                    | 9.48,28                                                 | 2                                                       | 712                                                     | 1504          | 7 Q    |
| Jean-Baptiste Mourcia | mannen    | finale       | 16-19            | 0                | 16               | 205              | 2.10,05                    | 18                         | 290                        | 0                      | 3                      | 300                    | 9.43,94                                                 | 2                                                       | 717                                                     | 1512          | 11     |
| Valentin Prades       | mannen    | halve finale | 20-15            | 10               | 11               | 235              | 2.07,25                    | 14                         | 296                        | 7                      | 10                     | 293                    | 10.24,18                                                | 14                                                      | 676                                                     | 1500          | 9 Q    |
| Valentin Prades       | mannen    | finale       | 20-15            | 2                | 7                | 227              | 2.07,07                    | 17                         | 296                        | 28                     | 17                     | 272                    | 10.25,43                                                | 15                                                      | 675                                                     | 1470          | 16     |
| Élodie Clouvel        | vrouwen   | halve finale | 27-8             | 4                | 1                | 264              | 2.12,74                    | 3                          | 285                        | 14                     | 15                     | 286                    | 12.17,92                                                | 14                                                      | 563                                                     | 1398          | 1 Q    |
| Élodie Clouvel        | vrouwen   | finale       | 27-8             | 4                | 1                | 264              | 2.11,64                    | 3                          | 287                        | 7                      | 9                      | 293                    | 11.32,35                                                | 14                                                      | 608                                                     | 1452          | Zilver |
| Marie Oteiza          | vrouwen   | halve finale | 21-14            | 2                | 6                | 232              | 2.15,92                    | 8                          | 279                        | 0                      | 5                      | 300                    | 11.56,83                                                | 12                                                      | 584                                                     | 1395          | 7 Q    |
| Marie Oteiza          | vrouwen   | finale       | 21-14            | 0                | 5                | 230              | 2.16,84                    | 8                          | 277                        | EL                     | 17                     | 0                      | 12.10,05                                                | 18                                                      | 570                                                     | 1077          | 18     |

### Paardensport

#### Dressuur
| ruiter                                            | paard                | onderdeel   | Grand Prix | Grand Prix | Grand Prix Special | Grand Prix Special | Grand Prix Freestyle | Grand Prix Freestyle | totaal         | totaal         |
| ruiter                                            | paard                | onderdeel   | score      | rang       | score              | rang               | technisch            | artistiek            | uitslag        | rang           |
| ------------------------------------------------- | -------------------- | ----------- | ---------- | ---------- | ------------------ | ------------------ | -------------------- | -------------------- | -------------- | -------------- |
| Alexandre Ayache                                  | Holmevangs Jolene    | individueel | 70,279     | 31         |                    |                    | niet geplaatst       | niet geplaatst       | niet geplaatst | niet geplaatst |
| Pauline Basquin                                   | Sertorius de Rima Z  | individueel | 73,711     | 16 Q       | 73,607             | 84,629             | 79,118               | 16                   |                |                |
| Corentin Pottier                                  | Gotilas du Feuillard | individueel | 70,683     | 29         | niet geplaatst     | niet geplaatst     | niet geplaatst       | niet geplaatst       |                |                |
| Alexandre Ayache Pauline Basquin Corentin Pottier | zie hierboven        | team        | 214,673    | 7 Q        | 215,289            | 6                  |                      |                      | 215,289        | 6              |

Reserve: Anne-Sophie Serre

#### Eventing
| ruiter                                           | paard             | onderdeel   | dressuur    | dressuur | cross-country | cross-country | cross-country | springen     | springen     | springen     | springen    | springen | springen | totaal      | totaal |
| ruiter                                           | paard             | onderdeel   | dressuur    | dressuur | cross-country | cross-country | cross-country | kwalificatie | kwalificatie | kwalificatie | finale      | finale   | finale   | totaal      | totaal |
| ruiter                                           | paard             | onderdeel   | strafpunten | rang     | strafpunten   | totaal        | rang          | strafpunten  | totaal       | rang         | strafpunten | totaal   | rang     | strafpunten | rang   |
| ------------------------------------------------ | ----------------- | ----------- | ----------- | -------- | ------------- | ------------- | ------------- | ------------ | ------------ | ------------ | ----------- | -------- | -------- | ----------- | ------ |
| Karim Laghouag                                   | Triton Fontaine   | individueel | 29,60       | 22       | 0,00          | 29,60         | 10            | 4,00         | 33,60        | 14           | 4,00        | 37,60    | 15       | 37,50       | 15     |
| Stéphane Landois                                 | Chaman Dumontceau | individueel | 24,40       | 7        | 2,80          | 27,20         | 7             | 4,40         | 31,60        | 9            | 4,00        | 35,60    | 14       | 35,60       | 14     |
| Nicolas Touzaint                                 | Diabolo Menthe    | individueel | 27,20       | 17       | 3,20          | 30,40         | 11            | 8,00         | 38,40        | 20           | 8,00        | 46,40    | 25       | 46,40       | 25     |
| Karim Laghouag Stéphane Landois Nicolas Touzaint | zie hierboven     | team        | 81,20       | 3        | 6,00          | 87,20         | 2             | 16,40        | 103,6        | 2            | n.v.t.      | n.v.t.   | n.v.t.   | 103,6       | Zilver |

Reserve: Gireg Le Coz

#### Jumping
Kevin Staut en Viking d'la Rousserie zouden deel uitmaken van het landenteam, maar het paard werd niet fit bevonden waardoor ze niet konden deelnemen.
| ruiter                                          | paard                                            | onderdeel   | kwalificatie | kwalificatie | finale         | finale         | finale         |
| ruiter                                          | paard                                            | onderdeel   | strafpunten  | rang         | strafpunten    | tijd           | rang           |
| ----------------------------------------------- | ------------------------------------------------ | ----------- | ------------ | ------------ | -------------- | -------------- | -------------- |
| Simon Delestre                                  | I.Amelusina R 51                                 | individueel | 4,00         | 22 Q         | 8,00           | 81,25          | 15             |
| Julien Epaillard                                | Dubai du Cèdre                                   | individueel | 0,00         | 1 Q          | 4,00           | 79,18          | 4              |
| Olivier Perreau                                 | Dorai D'Aiguilly                                 | individueel | 4,00         | 32           | niet geplaatst | niet geplaatst | niet geplaatst |
| Simon Delestre Julien Epaillard Olivier Perreau | I.Amelusina R 51 Dubai du Cèdre Dorai D'Aiguilly | team        | 12           | 7            | 7              | 238,12         | Brons          |

### Roeien
Mannen
| atleet                                                  | onderdeel         | series  | series | herkansingen | herkansingen | kwartfinale | kwartfinale | halve finale | halve finale | finale  | finale |
| atleet                                                  | onderdeel         | tijd    | rang   | tijd         | rang         | tijd        | rang        | tijd         | rang         | tijd    | rang   |
| ------------------------------------------------------- | ----------------- | ------- | ------ | ------------ | ------------ | ----------- | ----------- | ------------ | ------------ | ------- | ------ |
| Hugo Boucheron Matthieu Androdias                       | dubbeltwee        | 6.18,69 | 3 HA/B | bye          | bye          | n.v.t.      | n.v.t.      | 6.19,35      | 4 FB         | 6.15,28 | 8      |
| Hugo Beurey Ferdinan Ludwig                             | lichte dubbeltwee | 6.31,32 | 3 H    | 6.50,98      | 2 HA/B       | bye         | bye         | 6.26,60      | 4 FB         | 6.19,73 | 7      |
| Benoît Brunet Téo Rayet Guillaume Turlan Thibaud Turlan | vier-zonder       | 6.07,52 | 3 H    | 5.53,59      | 3 FB         | n.v.t.      | n.v.t.      | n.v.t.       | n.v.t.       | 5.57,78 | 8      |

Reserve vier-zonder: Valentin Onfroy
Vrouwen
| atleet                                  | onderdeel         | series  | series | herkansingen | herkansingen | kwartfinale | kwartfinale | halve finale | halve finale | finale  | finale |
| atleet                                  | onderdeel         | tijd    | rang   | tijd         | rang         | tijd        | rang        | tijd         | rang         | tijd    | rang   |
| --------------------------------------- | ----------------- | ------- | ------ | ------------ | ------------ | ----------- | ----------- | ------------ | ------------ | ------- | ------ |
| Emma Lunatti Élodie Ravera-Scaramozzino | dubbeltwee        | 6.48,89 | 1 HA/B | bye          | bye          | n.v.t.      | n.v.t.      | 6.51,30      | 3 FA         | 6.57,35 | 5      |
| Claire Bové Laura Tarantola             | lichte dubbeltwee | 7.03,25 | 2 HA/B | bye          | bye          | n.v.t.      | n.v.t.      | 7.03,22      | 4 FB         | 7.03,24 | 7      |

Legenda: FA=finale A (medailles); FB=finale B (geen medailles); FC=finale C (geen medailles); FD=finale D (geen medailles); FE=finale E (geen medailles); FF=finale F (geen medailles); HA/B=halve finale A/B; HC/D=halve finale C/D; HE/F=halve finale E/F; KF=kwartfinale; H=herkansing

### Rugby

#### Mannen
| Olympiër | Discipline | Resultaat | Prestatie |
| --- | ---------- | --------- | --------- |
| Varian Pasquet Andy Timo Rayan Rebbadj Theo Forner Stephen Parez Edo Martin Paulin Riva Jefferson-Lee Joseph Antoine Zeghdar Aaron Grandidier Nkanang Jean Pascal Barraque Antoine Dupont Jordan Sepho Nelson Epee | mannen     | 1 [ 4 ]   | zie onder |

| Groep C |                  |     |   |   |   |     |    |    |       |              |
| #       | Land             | Wed | W | G | V | Ptn | V  | T  | Saldo | Kwalificatie |
| 1       | Fiji             | 3   | 3 | 0 | 0 | 9   | 97 | 36 | +61   | Kwartfinale  |
| 2       | Frankrijk        | 3   | 1 | 1 | 1 | 6   | 43 | 43 | 0     | Kwartfinale  |
| 3       | Verenigde Staten | 3   | 1 | 1 | 1 | 6   | 57 | 67 | -10   | Kwartfinale  |
| 4       | Uruguay          | 3   | 0 | 0 | 3 | 3   | 41 | 92 | -51   | Plaats 9-12  |

| Ronde        | Datum        | Lokale tijd | Land        | Score            | Land      |
| ------------ | ------------ | ----------- | ----------- | ---------------- | --------- |
| Groepsfase   |              |             |             |                  |           |
| 24 juli 2024 | 16:30        | Frankrijk   | 12 - 12     | Verenigde Staten |           |
| 24 juli 2024 | 20:00        | Frankrijk   | 19 - 12     | Uruguay          |           |
| 25 juli 2024 | 15:30        | Fiji        | 19 - 12     | Frankrijk        |           |
|              |              |             |             |                  |           |
| Kwartfinale  | 25 juli 2024 | 21:30       | Argentinië  | 14 - 26          | Frankrijk |
|              |              |             |             |                  |           |
| Halve finale | 27 juli 2024 | 15:30       | Zuid-Afrika | 5 - 19           | Frankrijk |
|              |              |             |             |                  |           |
| Finale       | 27 juli 2024 | 19:45       | Frankrijk   | 28 - 7           | Fiji      |

#### Vrouwen
| Olympiër | Discipline | Resultaat | Prestatie |
| --- | ---------- | --------- | --------- |
| Anne-Cécile Ciofani Lili Dezou Caroline Drouin Camille Grassineau Joanna Grisez Chloé Jacquet Iän Jason Carla Neisen Lou Noel Séraphine Okemba Chloé Pelle Yolaine Yengo | vrouwen    | 5         | zie onder |

| Groep |                  |             |             |             |             |            |            |            |        |
| #     | Land             | Wedstrijden | Wedstrijden | Wedstrijden | Wedstrijden | Doelpunten | Doelpunten | Doelpunten | Punten |
| #     | Land             | GW          | W           | G           | V           | V          | T          | Saldo      | Punten |
| 1     | Frankrijk        | 3           | 3           | 0           | 0           | 106        | 14         | +92        | 9      |
| 2     | Verenigde Staten | 3           | 2           | 0           | 1           | 74         | 43         | +31        | 7      |
| 3     | Japan            | 3           | 1           | 0           | 2           | 46         | 97         | -51        | 5      |
| 4     | Brazilië         | 3           | 0           | 0           | 3           | 17         | 89         | -72        | 3      |

| groepsfase            |              |           |           |                  |           |  |  |
| 28 juli 2024          | 17:00        | Frankrijk | 26 - 0    | Brazilië         |           |  |  |
| 28 juli 2024          | 20:30        | Frankrijk | 49 - 0    | Japan            |           |  |  |
| 29 juli 2024          | 15:30        | Frankrijk | 31 - 14   | Verenigde Staten |           |  |  |
|                       |              |           |           |                  |           |  |  |
| kwartfinale           | 29 juli 2024 | 22:00     | Frankrijk | 14 - 19          | Canada    |  |  |
|                       |              |           |           |                  |           |  |  |
| plaatsing 5-8         | 30 juli 2024 | 15:00     | Frankrijk | 19 - 7           | Ierland   |  |  |
|                       |              |           |           |                  |           |  |  |
| wedstrijd om plaats 5 | 30 juli 2024 | 18:30     | China     | 7 - 21           | Frankrijk |  |  |

### Schermen
Mannen
| atleet                                           | onderdeel   | eerste ronde         | tweede ronde         | derde ronde          | kwartfinale          | halve finale         | finale / BM                | finale / BM    |
| atleet                                           | onderdeel   | tegenstander uitslag | tegenstander uitslag | tegenstander uitslag | tegenstander uitslag | tegenstander uitslag | tegenstander uitslag       | rang           |
| ------------------------------------------------ | ----------- | -------------------- | -------------------- | -------------------- | -------------------- | -------------------- | -------------------------- | -------------- |
| Yannick Borel                                    | degen       | bye                  | Sharlaimov W 15 - 13 | Minobe W 15 - 11     | Yamada W 12 - 11     | El-Sayed W 15 - 9    | Kano V 9 - 15              | Zilver         |
| Romain Cannone                                   | degen       | bye                  | Beran W 15 - 8       | Kurbanov V 10 - 15   | niet geplaatst       | niet geplaatst       | niet geplaatst             | niet geplaatst |
| Luidgi Midelton                                  | degen       | bye                  | Alimzhanov V 14 - 15 | niet geplaatst       | niet geplaatst       | niet geplaatst       | niet geplaatst             | niet geplaatst |
| Yannick Borel Romain Cannone Luidgi Midelton     | degen team  | n.v.t.               | n.v.t.               | n.v.t.               | Egypte W 45 - 39     | Hongarije V 30 - 45  | Tsjechië V 41 - 43         | 4              |
| Enzo Lefort                                      | floret      | bye                  | Chen Y-t W 15 - 12   | Meinhardt W 15 - 10  | Cheung K-l V 14 - 15 | niet geplaatst       | niet geplaatst             | niet geplaatst |
| Maxime Pauty                                     | floret      | bye                  | Shikine W 15 - 9     | Marini W 15 - 14     | Iimura V 14 - 15     | niet geplaatst       | niet geplaatst             | niet geplaatst |
| Julien Mertine                                   | floret      | bye                  | Matsuyama V 6 - 15   | niet geplaatst       | niet geplaatst       | niet geplaatst       | niet geplaatst             | niet geplaatst |
| Enzo Lefort Maxime Pauty Julien Mertine          | floret team | n.v.t.               | n.v.t.               | n.v.t.               | China W 45 - 35      | Japan V 37 - 45      | Verenigde Staten W 45 - 32 | Brons          |
| Bolade Apithy                                    | sabel       | bye                  | Szatmari W 15 - 13   | Arfa V 8 - 15        | niet geplaatst       | niet geplaatst       | niet geplaatst             | niet geplaatst |
| Sébastien Patrice                                | sabel       | bye                  | Rahbari W 15 - 13    | Szabo V 13 - 15      | niet geplaatst       | niet geplaatst       | niet geplaatst             | niet geplaatst |
| Maxime Pianfetti                                 | sabel       | bye                  | Saron V 12 - 15      | niet geplaatst       | niet geplaatst       | niet geplaatst       | niet geplaatst             | niet geplaatst |
| Bolade Apithy Sébastien Patrice Maxime Pianfetti | sabel team  | n.v.t.               | n.v.t.               | n.v.t.               | Egypte W 45 - 41     | Zuid-Korea V 39 - 45 | Iran W 45 - 25             | Brons          |

Reserves
- Degen: Paul Allègre
- Floret: Maximilien Chastanet
- Sabel: Jean-Philippe Patrice

Vrouwen
| atleet                                                   | onderdeel   | eerste ronde         | tweede ronde           | derde ronde          | kwartfinale          | halve finale                    | finale / BM                         | finale / BM    |
| atleet                                                   | onderdeel   | tegenstander uitslag | tegenstander uitslag   | tegenstander uitslag | tegenstander uitslag | tegenstander uitslag            | tegenstander uitslag                | rang           |
| -------------------------------------------------------- | ----------- | -------------------- | ---------------------- | -------------------- | -------------------- | ------------------------------- | ----------------------------------- | -------------- |
| Marie-Florence Candassamy                                | degen       | bye                  | Ehab W 15 - 10         | Yu S V 10 - 15       | niet geplaatst       | niet geplaatst                  | niet geplaatst                      | niet geplaatst |
| Auriane Mallo                                            | degen       | bye                  | Bezhura W 14 - 13      | Cebula W 15 - 13     | Kharkova W 15 - 10   | Muhari W 15 - 9                 | Kong V 12 - 13                      | Zilver         |
| Coraline Vitalis                                         | degen       | bye                  | Knapik-Miazga W 15 - 9 | Santuccio V 12 - 15  | niet geplaatst       | niet geplaatst                  | niet geplaatst                      | niet geplaatst |
| Marie-Florence Candassamy Auriane Mallo Coraline Vitalis | degen team  | n.v.t.               | n.v.t.                 | n.v.t.               | Zuid-Korea W 37 - 31 | Polen W 45 - 39                 | Italië V 29 - 30                    | Zilver         |
| Eva Lacheray                                             | floret      | bye                  | Miyawaki W 15 - 10     | Errigo V 6 - 15      | niet geplaatst       | niet geplaatst                  | niet geplaatst                      | niet geplaatst |
| Pauline Ranvier                                          | floret      | bye                  | Esteban W 15 - 7       | Favaretto V 9 - 15   | niet geplaatst       | niet geplaatst                  | niet geplaatst                      | niet geplaatst |
| Ysaora Thibus                                            | floret      | bye                  | Walczyk V 12 - 15      | niet geplaatst       | niet geplaatst       | niet geplaatst                  | niet geplaatst                      | niet geplaatst |
| Eva Lacheray Pauline Ranvier Ysaora Thibus               | floret team | n.v.t.               | n.v.t.                 | n.v.t.               | Canada V 36 - 38     | plaatsing 5 - 8 China W 45 - 39 | wedstrijd om plaats 5 Polen W 45-44 | 5              |
| Sara Balzer                                              | sabel       | bye                  | Daghfous W 15 - 9      | Erbil W 15 - 5       | Szűcs W 15 - 12      | Kharlan W 15 - 7                | Apithy-Brunet V 12 - 15             | Zilver         |
| Manon Apithy-Brunet                                      | sabel       | bye                  | Sarybay W 15 - 12      | Yoon J-s W 15 - 9    | Gkountoura W 15 - 13 | Choi S-b W 15 - 12              | Balzer W 15 - 12                    | Goud           |
| Cécilia Berder                                           | sabel       | bye                  | Mormile W 15 - 10      | Gkountoura V 7 - 15  | niet geplaatst       | niet geplaatst                  | niet geplaatst                      | niet geplaatst |
| Sara Balzer Manon Apithy-Brunet Cécilia Berder           | sabel team  | n.v.t.               | n.v.t.                 | n.v.t.               | Algerije W 45 - 32   | Zuid-Korea V 36 - 45            | Japan V 40 - 45                     | 4              |

Reserves
- Degen: Alexandra Louis-Marie
- Floret: Anita Blaze
- Sabel: Sarah Noutcha

### Schietsport
Mannen
| atleet             | onderdeel               | kwalificaties | kwalificaties | finale         | finale         |
| atleet             | onderdeel               | punten        | rang          | punten         | rang           |
| ------------------ | ----------------------- | ------------- | ------------- | -------------- | -------------- |
| Romain Aufrère     | 10 m luchtgeweer        | 621,4         | 45            | niet geplaatst | niet geplaatst |
| Romain Aufrère     | 50 m geweer 3 houdingen | 588-34x       | 15            | niet geplaatst | niet geplaatst |
| Lucas Kryzs        | 10 m luchtgeweer        | 629,4         | 11            | niet geplaatst | niet geplaatst |
| Lucas Kryzs        | 50 m geweer 3 houdingen | 592-35x       | 4 Q           | 418,9          | 6              |
| Florian Fouquet    | 10 m luchtpistool       | 566           | 28            | niet geplaatst | niet geplaatst |
| Clément Bessaguet  | 25 m snelvuurpistool    | 585-17x       | 7             | niet geplaatst | niet geplaatst |
| Jean Quiquampoix   | 25 m snelvuurpistool    | 578-16x       | 22            | niet geplaatst | niet geplaatst |
| Éric Delaunay      | skeet                   | 122           | 9             | niet geplaatst | niet geplaatst |
| Sébastien Guerrero | trap                    | 119           | 19            | niet geplaatst | niet geplaatst |

Vrouwen
| atlete               | onderdeel               | kwalificaties | kwalificaties | finale         | finale         |
| atlete               | onderdeel               | punten        | ran           | punten         | rang           |
| -------------------- | ----------------------- | ------------- | ------------- | -------------- | -------------- |
| Manon Herbulot       | 10 m luchtgeweer        | 625,2         | 33            | niet geplaatst | niet geplaatst |
| Océanne Muller       | 10 m luchtgeweer        | 631,3         | 8 Q           | 187,1          | 5              |
| Judith Gomez         | 50 m geweer 3 houdingen | 584-28x       | 17            | niet geplaatst | niet geplaatst |
| Camille Jedrzejewski | 10 m luchtpistool       | 573-12x       | 18            | niet geplaatst | niet geplaatst |
| Camille Jedrzejewski | 25 m pistool            | 585           | 7 Q           | 36 + 1         | Zilver         |
| Mathilde Lamolle     | 25 m pistool            | 578           | 23            | niet geplaatst | niet geplaatst |
| Lucie Anastassiou    | skeet                   | 119           | 9             | niet geplaatst | niet geplaatst |
| Carole Cormenier     | trap                    | 110           | 28            | niet geplaatst | niet geplaatst |
| Mélanie Couzy        | trap                    | 109           | 29            | niet geplaatst | niet geplaatst |

Gemengd
| atlete                               | onderdeel              | kwalificatie | kwalificatie | finale                 | finale         |
| atlete                               | onderdeel              | punten       | rang         | tegenstander resultaat | rang           |
| ------------------------------------ | ---------------------- | ------------ | ------------ | ---------------------- | -------------- |
| Romain Aufrère Manon Herbulot        | 10 m luchtgeweer team  | 627,4        | 9            | niet geplaatst         | niet geplaatst |
| Lucas Kryzs Océanne Muller           | 10 m luchtgeweer team  | 625,8        | 14           | niet geplaatst         | niet geplaatst |
| Florian Fouquet Camille Jedrzejewski | 10 m luchtpistool team | 565-17       | 17           | niet geplaatst         | niet geplaatst |
| Lucie Anastassiou Éric Delaunay      | skeet team             | 143          | 9            | niet geplaatst         | niet geplaatst |

### Schoonspringen
Mannen
| atleet                      | onderdeel                | series | series | halve finale | halve finale | finale         | finale         |
| atleet                      | onderdeel                | punten | rang   | punten       | rang         | punten         | rang           |
| --------------------------- | ------------------------ | ------ | ------ | ------------ | ------------ | -------------- | -------------- |
| Gwendal Bisch               | 3 meter plank            | 387,00 | 13 Q   | 392,70       | 16           | niet geplaatst | niet geplaatst |
| Jules Bouyer                | 3 meter plank            | 407,30 | 6 Q    | 438,30       | 6 Q          | 395,70         | 8              |
| Alexis Jandard Jules Bouyer | 3 meter plank synchroon  | n.v.t. | n.v.t. | n.v.t.       | n.v.t.       | 369,70         | 8              |
| Gary Hunt Lois Szymczak     | 10 meter toren synchroon | n.v.t. | n.v.t. | n.v.t.       | n.v.t.       | 314,58         | 8              |

Vrouwen
| atlete                     | onderdeel            | series | series | halve finale | halve finale | finale | finale |
| atlete                     | onderdeel            | punten | rang   | punten       | rang         | punten | rang   |
| -------------------------- | -------------------- | ------ | ------ | ------------ | ------------ | ------ | ------ |
| Naïs Gillet Juliette Landi | 3 m plank synchroon  | n.v.t. | n.v.t. | n.v.t.       | n.v.t.       | 240,03 | 8      |
| Jade Gillet Emily Hallifax | 10 m toren synchroon | n.v.t. | n.v.t. | n.v.t.       | n.v.t.       | 234,84 | 8      |

### Skateboarden
Mannen
| atleet           | onderdeel | kwalificaties | kwalificaties | finale         | finale         |
| atleet           | onderdeel | punten        | rang          | punten         | rang           |
| ---------------- | --------- | ------------- | ------------- | -------------- | -------------- |
| Vincent Matheron | park      | 82,02         | 12            | niet geplaatst | niet geplaatst |
| Joseph Garbaccio | street    | 72,57         | 20            | niet geplaatst | niet geplaatst |
| Aurélien Giraud  | street    | 143,71        | 16            | niet geplaatst | niet geplaatst |
| Vincent Milou    | street    | 252,78        | 9             | niet geplaatst | niet geplaatst |

Vrouwen
| atleet            | onderdeel | kwalificaties | kwalificaties | finale         | finale         |
| atleet            | onderdeel | punten        | rang          | punten         | rang           |
| ----------------- | --------- | ------------- | ------------- | -------------- | -------------- |
| Émilie Alexandre  | park      | 73,48         | 16            | niet geplaatst | niet geplaatst |
| Nana Taboulet     | park      | 42,33         | 21            | niet geplaatst | niet geplaatst |
| Lucie Schoonheere | street    | 228,05        | 11            | niet geplaatst | niet geplaatst |

### Surfen
| Atleet        | Onderdeel            | Ronde 1 | Ronde 1 | Ronde 2                     | Ronde 3                   | Kwartfinale           | Halve finale                      | Finale / BM             | Finale / BM    |
| Atleet        | Onderdeel            | Score   | Rang    | Tegenstander Uitslag        | Tegenstander Uitslag      | Tegenstander Uitslag  | Tegenstander Uitslag              | Tegenstander Uitslag    | Rang           |
| ------------- | -------------------- | ------- | ------- | --------------------------- | ------------------------- | --------------------- | --------------------------------- | ----------------------- | -------------- |
| Joan Duru     | shortboard (mannen)  | 13.84   | 1 R3    | bye                         | Cleland W 18.13 - 15.17   | Vaast V 12.33 - 15.33 | niet geplaatst                    | niet geplaatst          | niet geplaatst |
| Kauli Vaast   | shortboard (mannen)  | 13.63   | 2 R2    | McGillivray W 14.03 - 10.67 | Calapinto W 15.10 - 13.83 | Duru W 15.33 - 12.33  | Correa W 10.96 - 9.60             | Robinson W 17.67 - 7.83 | 1 [ 6 ]        |
| Johanne Defay | shortboard (vrouwen) | 9.50    | 2 R2    | Picklum W 11.83 - 7.43      | Fierro W 9.00 - 7.43      | Moore W 10.34 - 6.50  | Marks V 12.17 - 12.17 6.50 - 7.00 | Henessy W 12.66 - 4.93  | Brons          |
| Vahiné Fierro | shortboard (vrouwen) | 11.17   | 1 R3    | bye                         | Defay V 7.54 - 9.00       | niet geplaatst        | niet geplaatst                    | niet geplaatst          | niet geplaatst |

### Synchroonzwemmen
| atleten | onderdeel | technische routine | technische routine | vrije routine | vrije routine             | vrije routine | acrobatische routine | acrobatische routine                    | acrobatische routine |
| atleten | onderdeel | punten             | rang               | punten        | totaal (technisch + vrij) | rang          | punten               | totaal (technisch + vrij + acrobatisch) | rang                 |
| --- | --------- | ------------------ | ------------------ | ------------- | ------------------------- | ------------- | -------------------- | --------------------------------------- | -------------------- |
| Eve Planeix Anastasia Bayandina                                                                                         | duet      | 241,3116           | 10                 | 189,0697      | 430,3803                  | 14            | n.v.t.               | n.v.t.                                  | n.v.t.               |
| Eve Planeix Anastasia Bayandina Laelys Alavez Ambre Esnault Romane Lunel Laura Gonzalez Laura Tremble Charlotte Tremble | team      | 277,7925           | 6                  | 340,0561      | 617,8486                  | 7             | 268,8001             | 886,6487                                | 4                    |

Reserve voor het team: Manon Disbeaux

### Taekwondo
Mannen
| atleet                | onderdeel | kwalificatie         | eerste ronde                    | kwartfinale                      | halve finale         | herkansing                 | finale / BM          | finale / BM    |
| atleet                | onderdeel | tegenstander uitslag | tegenstander uitslag            | tegenstander uitslag             | tegenstander uitslag | tegenstander uitslag       | tegenstander uitslag | rang           |
| --------------------- | --------- | -------------------- | ------------------------------- | -------------------------------- | -------------------- | -------------------------- | -------------------- | -------------- |
| Cyrian Ravet          | -58 kg    | bye                  | AIN Gurtsiev W 2 - 0 (7-6, 5-3) | Park T-j V 1 - 2 (5-8, 4-3, 4-5) | niet geplaatst       | Granado W 2 - 0 (2-1, 6-2) | Dell'Aquila W WO     | Brons          |
| Souleyman Alaphilippe | -68 kg    | bye                  | Nassar W 2 - 0 (8-5, 3-2)       | Pérez V 1 - 2 (1-2, 5-4, 2-4)    | niet geplaatst       | niet geplaatst             | niet geplaatst       | niet geplaatst |

Vrouwen
| atleet           | onderdeel | kwalificatie         | eerste ronde                     | kwartfinale               | halve finale           | herkansing           | finale / BM                | finale / BM    |
| atleet           | onderdeel | tegenstander uitslag | tegenstander uitslag             | tegenstander uitslag      | tegenstander uitslag   | tegenstander uitslag | tegenstander uitslag       | rang           |
| ---------------- | --------- | -------------------- | -------------------------------- | ------------------------- | ---------------------- | -------------------- | -------------------------- | -------------- |
| Magda Wiet-Hénin | -67 kg    | n.v.t.               | Teachout V 0 - 2 (8-11, 0 - 9    | niet geplaatst            | niet geplaatst         | niet geplaatst       | niet geplaatst             | niet geplaatst |
| Althéa Laurin    | +67 kg    | n.v.t.               | Abdusalomova W 2 - 0 (3-0, 12-0) | Brandl W 2 - 0 (8-3, 8-3) | Kuş W 2 - 0 (2-1, 2-2) | bye                  | Osipova W 2 - 0 (3-0, 3-3) | Goud           |

### Tafeltennis
Mannen
| atleet                                 | onderdeel | voorronde            | eerste ronde         | tweede ronde         | derde ronde          | kwartfinale          | halve finale         | finale / BM          | finale / BM    |
| atleet                                 | onderdeel | tegenstander uitslag | tegenstander uitslag | tegenstander uitslag | tegenstander uitslag | tegenstander uitslag | tegenstander uitslag | tegenstander uitslag | rang           |
| -------------------------------------- | --------- | -------------------- | -------------------- | -------------------- | -------------------- | -------------------- | -------------------- | -------------------- | -------------- |
| Alexis Lebrun                          | enkelspel | bye                  | Lorenzo W 4 - 0      | Pucar W 4 - 0        | Calderano V 1 - 4    | niet geplaatst       | niet geplaatst       | niet geplaatst       | niet geplaatst |
| Félix Lebrun                           | enkelspel | bye                  | Desai W 4 - 0        | Källberg W 4 - 2     | Ovtcharov W 4 - 3    | Lin Y-j W 4 - 3      | Fan Z V 0 - 4        | Calderano W 4 - 0    | Brons          |
| Simon Gauzy Alexis Lebrun Félix Lebrun | team      | n.v.t.               | n.v.t.               | n.v.t.               | Slovenië W 3 - 0     | Brazilië W 3 - 0     | China V 0 - 3        | Japan W 3 - 2        | Brons          |

Reserve: Jules Rolland
Vrouwen
| atleet                                      | onderdeel | voorronde            | eerste ronde         | tweede ronde         | derde ronde          | kwartfinale          | halve finale         | finale / BM          | finale / BM    |
| atleet                                      | onderdeel | tegenstander uitslag | tegenstander uitslag | tegenstander uitslag | tegenstander uitslag | tegenstander uitslag | tegenstander uitslag | tegenstander uitslag | rang           |
| ------------------------------------------- | --------- | -------------------- | -------------------- | -------------------- | -------------------- | -------------------- | -------------------- | -------------------- | -------------- |
| Prithika Pavade                             | enkelspel | bye                  | Shahsavari W 4 - 1   | Batra V 2 - 4        | niet geplaatst       | niet geplaatst       | niet geplaatst       | niet geplaatst       | niet geplaatst |
| Jia Nan Yuan                                | enkelspel | bye                  | Bello W 4 - 0        | Zhang W 4 - 1        | Hayata V 0 - 4       | niet geplaatst       | niet geplaatst       | niet geplaatst       | niet geplaatst |
| Charlotte Lutz Prithika Pavade Jia Nan Yuan | team      | n.v.t.               | n.v.t.               | n.v.t.               | Thailand V 2 - 3     | niet geplaatst       | niet geplaatst       | niet geplaatst       | niet geplaatst |

Reserve: Audrey Zarif
Gemengd
| atleet                     | onderdeel  | voorronde                  | eerste ronde         | kwartfinale          | halve finale         | finale / BM    | finale / BM |
| atleet                     | onderdeel  | tegenstander uitslag       | tegenstander uitslag | tegenstander uitslag | tegenstander uitslag | rang           |             |
| -------------------------- | ---------- | -------------------------- | -------------------- | -------------------- | -------------------- | -------------- | ----------- |
| Alexis Lebrun Jia Nan Yuan | dubbelspel | Lin Y-j - Chen S-y V 2 - 4 | niet geplaatst       | niet geplaatst       | niet geplaatst       | niet geplaatst |             |

### Tennis
Mannen
| atleet                               | onderdeel  | eerste ronde            | tweede ronde                   | derde ronde                | kwartfinale          | halve finale         | finale / BM          | finale / BM    |
| atleet                               | onderdeel  | tegenstander uitslag    | tegenstander uitslag           | tegenstander uitslag       | tegenstander uitslag | tegenstander uitslag | tegenstander uitslag | rang           |
| ------------------------------------ | ---------- | ----------------------- | ------------------------------ | -------------------------- | -------------------- | -------------------- | -------------------- | -------------- |
| Arthur Fils                          | enkelspel  | Arnaldi V 4-6, 6-7[7-9] | niet geplaatst                 | niet geplaatst             | niet geplaatst       | niet geplaatst       | niet geplaatst       | niet geplaatst |
| Ugo Humbert                          | enkelspel  | Marozsán W 6-3, 6-2     | Cerúndolo V 5-7, 7-6[7-5], 5-7 | niet geplaatst             | niet geplaatst       | niet geplaatst       | niet geplaatst       | niet geplaatst |
| Gaël Monfils                         | enkelspel  | Musetti V 1-6, 4-6      | niet geplaatst                 | niet geplaatst             | niet geplaatst       | niet geplaatst       | niet geplaatst       | niet geplaatst |
| Corentin Moutet                      | enkelspel  | Nagal W 6-2, 2-6, 7-5   | Struff W WO                    | Paul V 6-7[5-7], 3-6       | niet geplaatst       | niet geplaatst       | niet geplaatst       | niet geplaatst |
| Arthur Fils Ugo Humbert              | dubbelspel | n.v.t.                  | Gillé - Vliegen V 5-7, 4-6     | niet geplaatst             | niet geplaatst       | niet geplaatst       | niet geplaatst       | niet geplaatst |
| Fabien Reboul Édouard Roger-Vasselin | dubbelspel | n.v.t.                  | Balaji - Bopanna W 7-5, 6-2    | Krawietz - Pütz V 3-6, 1-6 | niet geplaatst       | niet geplaatst       | niet geplaatst       | niet geplaatst |

Vrouwen
| atleet                       | onderdeel  | eerste ronde                | tweede ronde                          | derde ronde                         | kwartfinale          | halve finale         | finale / BM          | finale / BM    |
| atleet                       | onderdeel  | tegenstander uitslag        | tegenstander uitslag                  | tegenstander uitslag                | tegenstander uitslag | tegenstander uitslag | tegenstander uitslag | rang           |
| ---------------------------- | ---------- | --------------------------- | ------------------------------------- | ----------------------------------- | -------------------- | -------------------- | -------------------- | -------------- |
| Clara Burel                  | enkelspel  | Siniaková W 7-6[7-3], 6-4   | Kostyuk V 6-7[3-7], 2-6               | niet geplaatst                      | niet geplaatst       | niet geplaatst       | niet geplaatst       | niet geplaatst |
| Caroline Garcia              | enkelspel  | Cristian V 7-5, 3-6, 4-6    | niet geplaatst                        | niet geplaatst                      | niet geplaatst       | niet geplaatst       | niet geplaatst       | niet geplaatst |
| Varvara Gracheva             | enkelspel  | Haddad Maia V 4-6, 6-4, 0-6 | niet geplaatst                        | niet geplaatst                      | niet geplaatst       | niet geplaatst       | niet geplaatst       | niet geplaatst |
| Diane Parry                  | enkelspel  | Podoroska W 7-6[8-6], 7-5   | Świątek V 1-6, 1-6                    | niet geplaatst                      | niet geplaatst       | niet geplaatst       | niet geplaatst       | niet geplaatst |
| Caroline Garcia Diane Parry  | dubbelspel | n.v.t.                      | Rus - Schuurs W 6-7[2-7], 6-3, [10-4] | Errani - Paolini V 7-5, 3-6, [8-10] | niet geplaatst       | niet geplaatst       | niet geplaatst       | niet geplaatst |
| Clara Burel Varvara Gracheva | dubbelspel | n.v.t.                      | Dabrowski - Fernandez V 1-6, 5-7      | niet geplaatst                      | niet geplaatst       | niet geplaatst       | niet geplaatst       | niet geplaatst |

Gemengd
| atleet                                 | onderdeel  | eerste ronde                             | kwartfinale          | halve finale         | finale / BM          | finale / BM    |
| atleet                                 | onderdeel  | tegenstander uitslag                     | tegenstander uitslag | tegenstander uitslag | tegenstander uitslag | rang           |
| -------------------------------------- | ---------- | ---------------------------------------- | -------------------- | -------------------- | -------------------- | -------------- |
| Caroline Garcia Édouard Roger-Vasselin | dubbelspel | Nishikori - Shibahara V 4-6, 6-3, [7-10] | niet geplaatst       | niet geplaatst       | niet geplaatst       | niet geplaatst |

### Triatlon
Individueel
| Atleet              | Evenement | Zwemmen(1.5 km) | Rang 1 | Fietsen (40 km) | Rang 2 | Lopen(10 km) | Totaal Tijd | Ranking |
| ------------------- | --------- | --------------- | ------ | --------------- | ------ | ------------ | ----------- | ------- |
| Léo Bergère         | Mannen    | 20.37           | 17     | 51.55           | 5      | 29.55        | 1.43.43     | Brons   |
| Dorian Coninx       | Mannen    | 20.18           | 4      | 52.17           | 19     | 33.49        | 1.47.37     | 27      |
| Pierre Le Corre     | Mannen    | 20.20           | 5      | 52.14           | 22     | 30.01        | 1.43.51     | 4       |
| Cassandre Beaugrand | Vrouwen   | 22.32           | 6      | 58.20           | 8      | 32.42        | 1.54.55     | Goud    |
| Emma Lombardi       | Vrouwen   | 22.36           | 8      | 58.12           | 2      | 33.05        | 1.55.16     | 4       |
| Léonie Périault     | Vrouwen   | 24.06           | 32     | 1.00.35         | 29     | 34.31        | 2.00.40     | 27      |

Gemengd
| Atleet              | Evenement   | Zwemmen (250 m) | Rang 1 | Fietsen (7 km) | Rang 2 | Lopen (1.5 km) | Rang 3 | Totaal Groeps tijd | Ranking |
| ------------------- | ----------- | --------------- | ------ | -------------- | ------ | -------------- | ------ | ------------------ | ------- |
| Pierre le Corre     | Mixed relay | 4.11            | 6      | 10.04          | 15     | 4.58           | 15     | 20.43              | n.v.t.  |
| Emma Lombardi       | Mixed relay | 4.57            | 13     | 10.50          | 12     | 5.39           | 12     | 22.59              | n.v.t.  |
| Léo Bergère         | Mixed relay | 4.23            | 12     | 9.32           | 10     | 5.02           | 10     | 20.23              | n.v.t.  |
| Cassandre Beaugrand | Mixed relay | 5.13            | 9      | 10.19          | 8      | 5.37           | 4      | 22.42              | n.v.t.  |
| Totaal              | Mixed relay | n.v.t.          | n.v.t. | n.v.t.         | n.v.t. | n.v.t.         | n.v.t. | 1.26.47            | 4       |

### Voetbal

#### Mannen
| Atleten | Discipline | Resultaat | Prestatie |
| --- | ---------- | --------- | --------- |
| Maghnes Akliouche Loïc Badé Rayan Cherki Joris Chotard Désiré Doué Arnaud Kalimuendo Manu Koné Alexandre Lacazette Bradley Locko Castello Lukeba Soungoutou Magassa Jean-Philippe Mateta Enzo Millot Obed Nkambadio Michael Olise Guillaume Restes Kiliann Sildillia Adrien Truffert | mannen     | Zilver    | zie onder |

| Groep A |                  |             |             |             |             |            |            |            |        |
| #       | Land             | Wedstrijden | Wedstrijden | Wedstrijden | Wedstrijden | Doelpunten | Doelpunten | Doelpunten | Punten |
| #       | Land             | G           | W           | G           | V           | V          | T          | Saldo      | Punten |
| 1       | Frankrijk        | 3           | 3           | 0           | 0           | 7          | 0          | +7         | 9      |
| 2       | Verenigde Staten | 3           | 2           | 0           | 1           | 7          | 4          | +3         | 6      |
| 3       | Nieuw-Zeeland    | 3           | 1           | 0           | 2           | 3          | 8          | -5         | 3      |
| 4       | Guinee           | 3           | 0           | 0           | 3           | 1          | 6          | -5         | 0      |

| groepsfase   |                 |               |           |                  |            |  |  |
| 24 juli 2024 | 21:00           | Frankrijk     | 3 - 0     | Verenigde Staten |            |  |  |
| 27 juli 2024 | 21:00           | Frankrijk     | 1 - 0     | Guinee           |            |  |  |
| 30 juli 2024 | 19:00           | Nieuw-Zeeland | 0 - 3     | Frankrijk        |            |  |  |
|              |                 |               |           |                  |            |  |  |
| kwartfinale  | 2 augustus 2024 | 21:00         | Frankrijk | 1 - 0            | Argentinië |  |  |
|              |                 |               |           |                  |            |  |  |
| halve finale | 5 augustus 2024 | 21:00         | Frankrijk | 3 - 1            | Egypte     |  |  |
|              |                 |               |           |                  |            |  |  |
| finale       | 9 augustus 2024 | 18:00         | Frankrijk | 3 - 5            | Spanje     |  |  |

#### Vrouwen
| Atleten | Discipline | Resultaat   | Prestatie |
| --- | ---------- | ----------- | --------- |
| Selma Bacha Sandy Baltimore Estelle Cascarino Delphine Cascarino Élisa De Almeida Kenza Dali Kadidiatou Diani Grace Geyoro Amandine Henry Sakina Karchaoui Marie-Antoinette Katoto Maëlle Lakrar Eugénie Le Sommer Griedge Mbock Bathy Pauline Peyraud-Magnin Constance Picaud Wendie Renard Sandie Toletti | vrouwen    | kwartfinale | zie onder |

| Groep A |               |             |             |             |             |            |            |            |        |
| #       | Land          | Wedstrijden | Wedstrijden | Wedstrijden | Wedstrijden | Doelpunten | Doelpunten | Doelpunten | Punten |
| #       | Land          | G           | W           | G           | V           | V          | T          | Saldo      | Punten |
| 1       | Frankrijk     | 3           | 2           | 0           | 1           | 6          | 5          | +1         | 6      |
| 2       | Canada        | 3           | 3           | 0           | 0           | 5          | 2          | +3         | 3*     |
| 3       | Colombia      | 3           | 1           | 0           | 2           | 4          | 4          | 0          | 3      |
| 4       | Nieuw-Zeeland | 3           | 0           | 0           | 3           | 2          | 6          | -4         | 0      |

*Op 27 juli 2024 werden er door de FIFA 6 punten afgetrokken van Canada vanwege de betrokkenheid van hun trainersstaf bij illegale drone-spionage op een officiële trainingslocatie. De beslissing werd op 31 juli door het CAS gehandhaafd.
| groepsfase   |                 |                |                |                |                |                |                |
| 25 juli 2024 | 21:00           | Frankrijk      | 3 - 2          | Colombia       |                |                |                |
| 28 juli 2024 | 21:00           | Frankrijk      | 1 - 2          | Canada         |                |                |                |
| 31 juli 2024 | 21:00           | Nieuw-Zeeland  | 1 - 2          | Frankrijk      |                |                |                |
|              |                 |                |                |                |                |                |                |
| kwartfinale  | 3 augustus 2024 | 21:00          | Frankrijk      | 0 - 1          | Brazilië       |                |                |
|              |                 |                |                |                |                |                |                |
| halve finale | niet geplaatst  | niet geplaatst | niet geplaatst | niet geplaatst | niet geplaatst | niet geplaatst | niet geplaatst |
|              |                 |                |                |                |                |                |                |
| finale       | niet geplaatst  | niet geplaatst | niet geplaatst | niet geplaatst | niet geplaatst | niet geplaatst | niet geplaatst |

### Volleybal

#### Beachvolleybal
| atleten                          | onderdeel | eerste ronde                           | eerste ronde                     | eerste ronde                              | eerste ronde | tussenronde              | achtste finale       | kwartfinale          | halve finale         | finale / BM          | finale / BM    |
| atleten                          | onderdeel | tegenstander uitslag                   | tegenstander uitslag             | tegenstander uitslag                      | stand        | tegenstander uitslag     | tegenstander uitslag | tegenstander uitslag | tegenstander uitslag | tegenstander uitslag | rang           |
| -------------------------------- | --------- | -------------------------------------- | -------------------------------- | ----------------------------------------- | ------------ | ------------------------ | -------------------- | -------------------- | -------------------- | -------------------- | -------------- |
| Arnaud Gauthier-Rat Youssef Krou | mannen    | Evans - Budinger V 0 - 2               | Herrera - Gavira V 1 - 2         | Boermans - de Groot <nr/> V 0 - 2 V 0 - 2 | 4            | niet geplaatst           | niet geplaatst       | niet geplaatst       | niet geplaatst       | niet geplaatst       | niet geplaatst |
| Rémi Bassereau Julien Lyneel     | mannen    | Ehlers - Wickler V 0 - 2               | Bryl - Łosiak V 0 - 2            | Hodges - Schubert V 0 - 2                 | 4            | niet geplaatst           | niet geplaatst       | niet geplaatst       | niet geplaatst       | niet geplaatst       | niet geplaatst |
| Lézana Placette Alexia Richard   | vrouwen   | Louisa Lippmann - Laura Ludwig W 2 - 0 | Álvarez Mendoza - Moreno V 0 - 2 | Betschart - Hüberli V 0 - 2               | 3 q          | Hasegawa - Ishii V 0 - 2 | niet geplaatst       | niet geplaatst       | niet geplaatst       | niet geplaatst       | niet geplaatst |
| Aline Chamereau Clémence Vieira  | vrouwen   | Müller - Tillmann V 0 - 2              | Cheng - Hughes V 0 - 2           | Hermannová - Štochlová V 1 - 2            | 4            | niet geplaatst           | niet geplaatst       | niet geplaatst       | niet geplaatst       | niet geplaatst       | niet geplaatst |

#### Mannenteam
| Atleten | Discipline | Resultaat | Prestatie |
| --- | ---------- | --------- | --------- |
| Antoine Brizard Barthélémy Chinenyeze Trévor Clévenot Théo Faure Jenia Grebennikov Quentin Jouffroy Nicolas Le Goff Yacine Louati Earvin N'Gapeth Jean Patry Kévin Tillie Benjamin Toniutti | mannen     | 1 [ 10 ]  | zie onder |

| # | Ploeg     | Punten | Wedstrijden | Wedstrijden | Wedstrijden | Sets | Sets | Sets  |
| # | Ploeg     | Punten | G           | W           | V           | W    | V    | Ratio |
| - | --------- | ------ | ----------- | ----------- | ----------- | ---- | ---- | ----- |
| 1 | Slovenië  | 8      | 3           | 3           | 0           | 9    | 3    | +6    |
| 2 | Frankrijk | 6      | 3           | 2           | 1           | 8    | 5    | +3    |
| 3 | Servië    | 3      | 3           | 1           | 2           | 5    | 8    | -3    |
| 4 | Canada    | 1      | 3           | 0           | 3           | 3    | 9    | -6    |

| Ronde           | Datum            | MEZT      | Land      | Score    | Land      |  |
| --------------- | ---------------- | --------- | --------- | -------- | --------- |  |
| Groepsfase      |                  |           |           |          |           |  |
| 28 juli 2024    | 17:00            | Frankrijk | 3 - 2     | Servië   |           |  |
| 30 juli 2024    | 21:00            | Frankrijk | 3 - 0     | Canada   |           |  |
| 2 augustus 2024 | 17:00            | Frankrijk | 2 - 3     | Slovenië |           |  |
|                 |                  |           |           |          |           |  |
| Kwartfinale     | 5 augustus 2024  | 17:00     | Frankrijk | 3 - 2    | Duitsland |  |
|                 |                  |           |           |          |           |  |
| Halve finale    | 7 augustus 2024  | 20:00     | Italië    | 0 - 3    | Frankrijk |  |
|                 |                  |           |           |          |           |  |
| Finale          | 10 augustus 2024 | 13:00     | Frankrijk | 3 - 0    | Polen     |  |

#### Vrouwenteam
| Atleten | Discipline | Resultaat  | Prestatie |
| --- | ---------- | ---------- | --------- |
| Halimatou Bah Christina Bauer Héléna Cazaute Juliette Gelin Amandine Giardino Lucille Gicquel Iman Ndiaye Léandra Olinga-Andela Émilie Respaut Amélie Rotar Nina Stojiljković Amandha Marine Sylves | vrouwen    | groepsfase | zie onder |

| # | Ploeg            | Punten | Wedstrijden | Wedstrijden | Wedstrijden | Sets | Sets | Sets  |
| # | Ploeg            | Punten | G           | W           | V           | W    | V    | Ratio |
| - | ---------------- | ------ | ----------- | ----------- | ----------- | ---- | ---- | ----- |
| 1 | China            | 8      | 3           | 3           | 0           | 9    | 3    | +6    |
| 2 | Verenigde Staten | 6      | 3           | 2           | 1           | 6    | 8    | -2    |
| 3 | Servië           | 4      | 3           | 1           | 2           | 4    | 6    | -2    |
| 4 | Frankrijk        | 0      | 3           | 0           | 3           | 0    | 9    | -9    |

| Ronde           | Datum          | MEZT           | Land           | Score            | Land           |                |
| --------------- | -------------- | -------------- | -------------- | ---------------- | -------------- | -------------- |
| Groepsfase      |                |                |                |                  |                |                |
| 29 juli 2024    | 21:00          | Frankrijk      | 0 - 3          | Servië           |                |                |
| 1 augustus 2024 | 21:00          | Frankrijk      | 0 - 3          | China            |                |                |
| 4 augustus 2024 | 13:00          | Frankrijk      | 0 - 3          | Verenigde Staten |                |                |
|                 |                |                |                |                  |                |                |
| Kwartfinale     | niet geplaatst | niet geplaatst | niet geplaatst | niet geplaatst   | niet geplaatst | niet geplaatst |
|                 |                |                |                |                  |                |                |
| Halve finale    | niet geplaatst | niet geplaatst | niet geplaatst | niet geplaatst   | niet geplaatst | niet geplaatst |
|                 |                |                |                |                  |                |                |
| Finale          | niet geplaatst | niet geplaatst | niet geplaatst | niet geplaatst   | niet geplaatst | niet geplaatst |

### Waterpolo

#### Mannen
| Waterpoloër(s) | Onderdeel | Resultaat |
| --- | --------- | --------- |
| Emil Bjorch Michaël Bodegas Alexandre Bouet Ugo Crousillat Clément Dubois Hugo Fontani Enzo Khasz Romain Marion-Vernoux Mehdi Marzouki Enzo Nardon Rémi Saudadier Pierre-Frédéric Vanpeperstraete Thomas Vernoux | Mannen    | 10        |

| Pos | Team          | Wed | W | WNS | VNS | V | GV | GT | GS  | Ptn | Kwalificatie |
| --- | ------------- | --- | - | --- | --- | - | -- | -- | --- | --- | ------------ |
| 1   | Spanje        | 5   | 5 | 0   | 0   | 0 | 67 | 39 | +28 | 15  | Kwartfinales |
| 2   | Australië     | 5   | 3 | 0   | 0   | 2 | 44 | 42 | +2  | 9   | Kwartfinales |
| 3   | Hongarije     | 5   | 3 | 0   | 0   | 2 | 62 | 54 | +8  | 9   | Kwartfinales |
| 4   | Servië        | 5   | 2 | 0   | 0   | 3 | 58 | 63 | −5  | 6   | Kwartfinales |
| 5   | Frankrijk (G) | 5   | 1 | 0   | 0   | 4 | 50 | 60 | −10 | 3   |              |
| 6   | Japan         | 5   | 1 | 0   | 0   | 4 | 60 | 83 | −23 | 3   |              |

| Groepsfase      |                |                |                |                |                |                |                |
| 28 juli 2024    | 19:30          | Frankrijk      | 12 - 13        | Hongarije      |                |                |                |
| 30 juli 2024    | 15:00          | Japan          | 13 - 14        | Frankrijk      |                |                |                |
| 1 augustus 2024 | 15:00          | Frankrijk      | 8 - 9          | Australië      |                |                |                |
| 3 augustus 2024 | 19:30          | Servië         | 15 - 8         | Frankrijk      |                |                |                |
| 5 augustus 2024 | 20:05          | Frankrijk      | 8 - 10         | Spanje         |                |                |                |
|                 |                |                |                |                |                |                |                |
| Kwartfinale     | niet geplaatst | niet geplaatst | niet geplaatst | niet geplaatst | niet geplaatst | niet geplaatst | niet geplaatst |
|                 |                |                |                |                |                |                |                |
| Halve finale    | niet geplaatst | niet geplaatst | niet geplaatst | niet geplaatst | niet geplaatst | niet geplaatst | niet geplaatst |
|                 |                |                |                |                |                |                |                |
| Finale          | niet geplaatst | niet geplaatst | niet geplaatst | niet geplaatst | niet geplaatst | niet geplaatst | niet geplaatst |

#### Vrouwen
| Waterpoloster(s) | Onderdeel | Resultaat |
| --- | --------- | --------- |
| Lara Andres Aurélie Battu Camélia Bouloukbachi Audrey Daule Juliette Dhalluin Louise Guillet Orsolya Hertzka Valentine Heurtaux Pasiphaé Martineaud-Perret Camille Radosavljevic Tiziana Raspo Mia Rycraw Ema Vernoux | Vrouwen   | 9         |

| Pos | Team             | Wed | W | WNS | VNS | V | GV | GT | GS  | Ptn | Kwalificatie |
| --- | ---------------- | --- | - | --- | --- | - | -- | -- | --- | --- | ------------ |
| 1   | Spanje           | 4   | 4 | 0   | 0   | 0 | 51 | 36 | +15 | 12  | Kwartfinales |
| 2   | Verenigde Staten | 4   | 3 | 0   | 0   | 1 | 53 | 27 | +26 | 9   | Kwartfinales |
| 3   | Italië           | 4   | 1 | 0   | 0   | 3 | 34 | 40 | −6  | 3   | Kwartfinales |
| 4   | Griekenland      | 4   | 1 | 0   | 0   | 3 | 33 | 41 | −8  | 3   | Kwartfinales |
| 5   | Frankrijk (G)    | 4   | 1 | 0   | 0   | 3 | 24 | 51 | −27 | 3   |              |

| Groepsfase      |                |                  |                |                |                |                |                |
| 27 juli 2024    | 18:30          | Spanje           | 15 - 6         | Frankrijk      |                |                |                |
| 29 juli 2024    | 14:00          | Frankrijk        | 9 - 8          | Italië         |                |                |                |
| 2 augustus 2024 | 18:30          | Verenigde Staten | 17 - 5         | Frankrijk      |                |                |                |
| 4 augustus 2024 | 20:05          | Frankrijk        | 4 - 11         | Griekenland    |                |                |                |
|                 |                |                  |                |                |                |                |                |
| Kwartfinale     | niet geplaatst | niet geplaatst   | niet geplaatst | niet geplaatst | niet geplaatst | niet geplaatst | niet geplaatst |
|                 |                |                  |                |                |                |                |                |
| Halve finale    | niet geplaatst | niet geplaatst   | niet geplaatst | niet geplaatst | niet geplaatst | niet geplaatst | niet geplaatst |
|                 |                |                  |                |                |                |                |                |
| Finale          | niet geplaatst | niet geplaatst   | niet geplaatst | niet geplaatst | niet geplaatst | niet geplaatst | niet geplaatst |

### Wielersport

#### Baanwielrennen
Keirin
| atleet                   | onderdeel        | ronde 1 | herkansing | kwartfinale    | halve finale   | finale         |
| atleet                   | onderdeel        | rang    | rang       | rang           | rang           | rang           |
| ------------------------ | ---------------- | ------- | ---------- | -------------- | -------------- | -------------- |
| Rayan Helal              | keirin (mannen)  | 5 H     | 5          | niet geplaatst | niet geplaatst | niet geplaatst |
| Sébastien Vigier         | keirin (mannen)  | 3 H     | 3          | niet geplaatst | niet geplaatst | niet geplaatst |
| Mathilde Gros            | keirin (vrouwen) | 2 Q     | bye        | 1 Q            | 5 FB           | 8              |
| Taky Marie-Divine Kouamé | keirin (vrouwen) | 3 H     | 5          | niet geplaatst | niet geplaatst | niet geplaatst |

Koppelkoers
| atleet                        | onderdeel             | punten | rondes | rang |
| ----------------------------- | --------------------- | ------ | ------ | ---- |
| Thomas Boudat Benjamin Thomas | koppelkoers (mannen)  | -18    | -20    | 11   |
| Marion Borras Clara Copponi   | koppelkoers (vrouwen) | 17     | 0      | 5    |

Omnium
| atleet           | onderdeel        | scratchrace | scratchrace | temporace | temporace | afvalrace | afvalrace | puntenrace | puntenrace | totaal punten | rang |
| atleet           | onderdeel        | rang        | punten      | rang      | punten    | rang      | punten    | rang       | punten     | totaal punten | rang |
| ---------------- | ---------------- | ----------- | ----------- | --------- | --------- | --------- | --------- | ---------- | ---------- | ------------- | ---- |
| Benjamin Thomas  | omnium (mannen)  | 1           | 40          | 11        | 20        | 3         | 38        | 1          | 98         | 164           | Goud |
| Valentine Fortin | omnium (vrouwen) | 21          | 1           | 19        | 4         | 11        | 20        | 16         | 25         | 50            | 16   |

Ploegenachtervolging
| atleet                                                        | onderdeel                      | kwalificatie | kwalificatie | halve finale         | halve finale | finale               | finale |
| atleet                                                        | onderdeel                      | tijd         | rang         | tegenstander uitslag | rang         | tegenstander uitslag | rang   |
| ------------------------------------------------------------- | ------------------------------ | ------------ | ------------ | -------------------- | ------------ | -------------------- | ------ |
| Thomas Boudat Thomas Denis Valentin Tabellion Benjamin Thomas | ploegenachtervolging (mannen)  | 3.45,514     | 5 q          | 3.45,531             | 6            | 3.46,697             | 6      |
| Victoire Berteau Marion Borras Clara Copponi Marie Le Net     | ploegenachtervolging (vrouwen) | 4.08,797     | 7 q          | 4.08,292             | 6            | 4.06,987             | 5      |

Reserve mannen: Oscar Nilsson-Julien
Sprint
| atleet                   | onderdeel        | kwalificaties | kwalificaties | ronde 1              | herkansing 1               | ronde 2              | herkansing 2         | ronde 3              | herkansing 3           | kwartfinale          | halve finale         | finale/BM            | finale/BM      |
| atleet                   | onderdeel        | tijd          | rang          | tegenstander uitslag | tegenstander uitslag       | tegenstander uitslag | tegenstander uitslag | tegenstander uitslag | tegenstander uitslag   | tegenstander uitslag | tegenstander uitslag | tegenstander uitslag | rang           |
| ------------------------ | ---------------- | ------------- | ------------- | -------------------- | -------------------------- | -------------------- | -------------------- | -------------------- | ---------------------- | -------------------- | -------------------- | -------------------- | -------------- |
| Rayan Helal              | sprint (mannen)  | 9,447         | 13 Q          | Ortega V 9,950       | Rorke Wammes W 9,916       | Lavreysen V 10,011   | Ota V 10,124         | niet geplaatst       | niet geplaatst         | niet geplaatst       | niet geplaatst       | niet geplaatst       | niet geplaatst |
| Sébastien Vigier         | sprint (mannen)  | 9,501         | 17 Q          | Ota V 9,993          | Obara Dörnbach V 9,978     | niet geplaatst       | niet geplaatst       | niet geplaatst       | niet geplaatst         | niet geplaatst       | niet geplaatst       | niet geplaatst       | niet geplaatst |
| Mathilde Gros            | sprint (vrouwen) | 10,182        | 5 Q           | Ohta W 11,001        | bye                        | Bayona W 10,788      | bye                  | van de Wouw V 10,977 | Bayona Fulton V 10,898 | niet geplaatst       | niet geplaatst       | niet geplaatst       | niet geplaatst |
| Taky Marie-Divine Kouamé | sprint (vrouwen) | 10,634        | 18 Q          | Sato V 11,135        | Karwacka Cuadrado W 11,211 | Andrews V 11,417     | Clonan V 11,664      | niet geplaatst       | niet geplaatst         | niet geplaatst       | niet geplaatst       | niet geplaatst       | niet geplaatst |

Teamsprint
| atleet                                       | onderdeel           | kwalificatie | kwalificatie | halve finale      | halve finale | finale            | finale |
| atleet                                       | onderdeel           | tijd         | rang         | tegenstander tijd | rang         | tegenstander tijd | rang   |
| -------------------------------------------- | ------------------- | ------------ | ------------ | ----------------- | ------------ | ----------------- | ------ |
| Sébastien Vigier Rayan Helal Florian Grengbo | teamsprint (mannen) | 42,267       | 5            | 42,376            | 1 FB         | 41,993            | 4      |

Reserve: Melvin Landerneau

#### BMX
Freestyle
| atleet           | onderdeel           | plaatsingsronde | plaatsingsronde | finale | finale |
| atleet           | onderdeel           | score           | rang            | score  | rang   |
| ---------------- | ------------------- | --------------- | --------------- | ------ | ------ |
| Gustavo Oliveira | freestyle (mannen)  | 87.58           | 5 Q             | 93.76  | Brons  |
| Laury Perez      | freestyle (vrouwen) | 83.26           | 9 Q             | 64.30  | 9      |

Race
| atleet        | onderdeel      | kwartfinale | kwartfinale | halve finale | halve finale | finale  | finale   |
| atleet        | onderdeel      | punten      | rang        | punten       | rang         | uitslag | rang     |
| ------------- | -------------- | ----------- | ----------- | ------------ | ------------ | ------- | -------- |
| Sylvain André | race (mannen)  | 4           | 1 Q         | 5            | 3 Q          | 31.706  | 2 [ 11 ] |
| Joris Daudet  | race (mannen)  | 5           | 3 Q         | 4            | 2 Q          | 31.422  | 1 [ 11 ] |
| Romain Mahieu | race (mannen)  | 5           | 2 Q         | 3            | 1 Q          | 32.022  | 3 [ 11 ] |
| Paola Reis    | race (vrouwen) | 16          | 12 Q        | 15           | 8 Q          | 36.273  | 7        |

#### Mountainbiken
| atleet                 | onderdeel               | tijd     | rang   |
| ---------------------- | ----------------------- | -------- | ------ |
| Victor Koretzky        | cross-country (mannen)  | 1u26'31" | Zilver |
| Jordan Sarrou          | cross-country (mannen)  | 1u29'08" | 14     |
| Pauline Ferrand-Prevot | cross-country (vrouwen) | 1u26'02" | Goud   |
| Loana Lecomte          | cross-country (vrouwen) | DNF      | DNF    |

#### Wegwielrennen
Mannen
Het Franse team werd bekend gemaakt op 8 juli 2024
| atleet             | onderdeel    | tijd     | rang   |
| ------------------ | ------------ | -------- | ------ |
| Julian Alaphilippe | wegwedstrijd | 6.20.59  | 11     |
| Christophe Laporte | wegwedstrijd | 6.20.50  | Brons  |
| Valentin Madouas   | wegwedstrijd | 6.20.45  | Zilver |
| Kévin Vauquelin    | wegwedstrijd | 6.23.16  | 34     |
| Kévin Vauquelin    | tijdrit      | 38.04,93 | 15     |

Vrouwen
| atleet              | onderdeel    | tijd     | rang |
| ------------------- | ------------ | -------- | ---- |
| Victoire Berteau    | wegwedstrijd | 4.04.23  | 27   |
| Audrey Cordon-Ragot | wegwedstrijd | 4.07.94  | 38   |
| Audrey Cordon-Ragot | tijdrit      | 41.51,67 | 9    |
| Juliette Labous     | wegwedstrijd | 4.07.16  | 46   |
| Juliette Labous     | tijdrit      | 41.19,90 | 4    |

### Worstelen

#### Grieks-Romeinse stijl
Mannen
| atleet          | onderdeel | eerste ronde         | kwartfinale          | halve finale         | herkansing           | finale / BM          | finale / BM    |
| atleet          | onderdeel | tegenstander uitslag | tegenstander uitslag | tegenstander uitslag | tegenstander uitslag | tegenstander uitslag | rang           |
| --------------- | --------- | -------------------- | -------------------- | -------------------- | -------------------- | -------------------- | -------------- |
| Mamadassa Sylla | −67 kg    | Nasr W 1 - 1         | Galstyan V 2 - 3     | niet geplaatst       | niet geplaatst       | niet geplaatst       | niet geplaatst |

#### Vrije stijl
Vrouwen
| atlete          | onderdeel | eerste ronde         | kwartfinale          | halve finale         | herkansing           | finale / BM          | finale / BM    |
| atlete          | onderdeel | tegenstander uitslag | tegenstander uitslag | tegenstander uitslag | tegenstander uitslag | tegenstander uitslag | rang           |
| --------------- | --------- | -------------------- | -------------------- | -------------------- | -------------------- | -------------------- | -------------- |
| Ameline Douarre | −62 kg    | Godinez V 2 - 5      | niet geplaatst       | niet geplaatst       | niet geplaatst       | niet geplaatst       | niet geplaatst |
| Koumba Larroque | −68 kg    | Ford W 3 - 0PO       | Oborududu V 1 - 3PP  | niet geplaatst       | niet geplaatst       | niet geplaatst       | niet geplaatst |

### Zeilen
Mannen
| atleet         | onderdeel    | voorrondes | voorrondes | voorrondes | voorrondes | voorrondes | voorrondes | voorrondes | voorrondes  | voorrondes  | voorrondes  | voorrondes  | voorrondes  | voorrondes  | voorrondes  | voorrondes  | voorrondes  | voorrondes  | voorrondes  | voorrondes  | voorrondes  | voorrondes | voorrondes | kwartfinale | halve finale(s) | halve finale(s) | halve finale(s) | halve finale(s) | halve finale(s) | halve finale(s) | halve finale(s) | halve finale(s) | finales(s)     | finales(s)     | finales(s)     | finales(s)     | finales(s)     | finales(s)     | finales(s)     | rang |
| atleet         | onderdeel    | 1          | 2          | 3          | 4          | 5          | 6          | 7          | 8           | 9           | 10          | 11          | 12          | 13          | 14          | 15          | 16          | 17          | 18          | 19          | 20          | tot.       | rang       | kwartfinale | 1               | 2               | 3               | 4               | 5               | 6               | tot.            | rang            | 1              | 2              | 3              | 4              | 5              | 6              | tot.           | rang |
| -------------- | ------------ | ---------- | ---------- | ---------- | ---------- | ---------- | ---------- | ---------- | ----------- | ----------- | ----------- | ----------- | ----------- | ----------- | ----------- | ----------- | ----------- | ----------- | ----------- | ----------- | ----------- | ---------- | ---------- | ----------- | --------------- | --------------- | --------------- | --------------- | --------------- | --------------- | --------------- | --------------- | -------------- | -------------- | -------------- | -------------- | -------------- | -------------- | -------------- | ---- |
| Axel Mazella   | Formula Kite | 7          | 13         | 9          | 1          | 5          | 2          | 7          | geannuleerd | geannuleerd | geannuleerd | geannuleerd | geannuleerd | geannuleerd | geannuleerd | geannuleerd | geannuleerd | n.v.t.      | n.v.t.      | n.v.t.      | n.v.t.      | 22         | 6          | n.v.t.      | 3               | 2               | geannuleerd     | geannuleerd     | geannuleerd     | geannuleerd     | 5               | 3               | niet geplaatst | niet geplaatst | niet geplaatst | niet geplaatst | niet geplaatst | niet geplaatst | niet geplaatst | 6    |
| Nicolas Goyard | IQFoil       | 1          | 16         | 11         | 5          | 5          | 14         | 18         | 15          | 14          | 16          | 22          | 15          | 18          | geannuleerd | geannuleerd | geannuleerd | geannuleerd | geannuleerd | geannuleerd | geannuleerd | 130        | 15         | NG          | n.v.t.          | n.v.t.          | n.v.t.          | n.v.t.          | n.v.t.          | n.v.t.          | n.v.t.          | NG              | n.v.t.         | n.v.t.         | n.v.t.         | n.v.t.         | n.v.t.         | n.v.t.         | NG             | 15   |

| atleet                       | onderdeel | race | race | race | race | race | race | race | race | race        | race        | race   | race   | race           | netto punten | eindnotering |
| atleet                       | onderdeel | 1    | 2    | 3    | 4    | 5    | 6    | 7    | 8    | 9           | 10          | 11     | 12     | M              | netto punten | eindnotering |
| ---------------------------- | --------- | ---- | ---- | ---- | ---- | ---- | ---- | ---- | ---- | ----------- | ----------- | ------ | ------ | -------------- | ------------ | ------------ |
| Clément Pequin Erwan Fischer | 49er      | 7    | 16   | 2    | 3    | 19   | 10   | 7    | 8    | 12          | 21 UFD      | 20     | 11     | niet geplaatst | 115          | 12           |
| Jean-Baptiste Bernaz         | ILCA 7    | 8    | 19   | 5    | 31   | 3    | 20   | 16   | 30   | geannuleerd | geannuleerd | n.v.t. | n.v.t. | niet geplaatst | 101          | 12           |

Vrouwen
| atleet          | onderdeel    | voorrondes | voorrondes | voorrondes | voorrondes | voorrondes | voorrondes | voorrondes  | voorrondes  | voorrondes  | voorrondes  | voorrondes  | voorrondes  | voorrondes  | voorrondes  | voorrondes  | voorrondes  | voorrondes  | voorrondes  | voorrondes  | voorrondes  | voorrondes | voorrondes | kwartfinale | halve finale(s) | halve finale(s) | halve finale(s) | halve finale(s) | halve finale(s) | halve finale(s) | halve finale(s) | halve finale(s) | finales(s) | finales(s) | finales(s)  | finales(s)  | finales(s)  | finales(s)  | finales(s) | rang   |
| atleet          | onderdeel    | 1          | 2          | 3          | 4          | 5          | 6          | 7           | 8           | 9           | 10          | 11          | 12          | 13          | 14          | 15          | 16          | 17          | 18          | 19          | 20          | tot.       | rang       | kwartfinale | 1               | 2               | 3               | 4               | 5               | 6               | tot.            | rang            | 1          | 2          | 3           | 4           | 5           | 6           | tot.       | rang   |
| --------------- | ------------ | ---------- | ---------- | ---------- | ---------- | ---------- | ---------- | ----------- | ----------- | ----------- | ----------- | ----------- | ----------- | ----------- | ----------- | ----------- | ----------- | ----------- | ----------- | ----------- | ----------- | ---------- | ---------- | ----------- | --------------- | --------------- | --------------- | --------------- | --------------- | --------------- | --------------- | --------------- | ---------- | ---------- | ----------- | ----------- | ----------- | ----------- | ---------- | ------ |
| Lauriane Nolot  | Formula Kite | 2          | 1          | 12         | 2          | 6          | 1          | geannuleerd | geannuleerd | geannuleerd | geannuleerd | geannuleerd | geannuleerd | geannuleerd | geannuleerd | geannuleerd | geannuleerd | n.v.t.      | n.v.t.      | n.v.t.      | n.v.t.      | 12         | 2 F        | n.v.t.      | bye             | bye             | bye             | bye             | bye             | bye             | bye             | bye             | 2          | 3          | geannuleerd | geannuleerd | geannuleerd | geannuleerd | 5          | Zilver |
| Hélène Noesmoen | IQFoil       | 12         | 19         | 2          | 9          | 5          | 11         | 6           | 4           | 2           | 25 DSQ      | 6           | 10          | 12          | 25 BFD      | geannuleerd | geannuleerd | geannuleerd | geannuleerd | geannuleerd | geannuleerd | 98         | 7 Q        | 4           | n.v.t.          | n.v.t.          | n.v.t.          | n.v.t.          | n.v.t.          | n.v.t.          | n.v.t.          | NG              | n.v.t.     | n.v.t.     | n.v.t.      | n.v.t.      | n.v.t.      | n.v.t.      | n.v.t.     | 7      |

| atlete                        | onderdeel | race | race | race | race | race | race | race | race | race | race        | race   | race   | race | netto punten | eindnotering |
| atlete                        | onderdeel | 1    | 2    | 3    | 4    | 5    | 6    | 7    | 8    | 9    | 10          | 11     | 12     | M    | netto punten | eindnotering |
| ----------------------------- | --------- | ---- | ---- | ---- | ---- | ---- | ---- | ---- | ---- | ---- | ----------- | ------ | ------ | ---- | ------------ | ------------ |
| Charline Picon Sarah Steyaert | 49erFX    | 2    | 2    | 2    | 8    | 2    | 2    | 12   | 11   | 10   | 18          | 6      | 10     | 3    | 79           | Brons        |
| Louise Cervera                | ILCA 6    | 1    | 24   | 4    | 18   | 5    | 22   | 18   | 3    | 22   | geannuleerd | n.v.t. | n.v.t. | 10   | 113          | 10           |

Gemengd
| atlete                         | onderdeel | race | race | race | race | race | race | race   | race | race        | race        | race   | race   | race | netto punten | eindnotering |
| atlete                         | onderdeel | 1    | 2    | 3    | 4    | 5    | 6    | 7      | 8    | 9           | 10          | 11     | 12     | M    | netto punten | eindnotering |
| ------------------------------ | --------- | ---- | ---- | ---- | ---- | ---- | ---- | ------ | ---- | ----------- | ----------- | ------ | ------ | ---- | ------------ | ------------ |
| Jérémie Mion Camille Lecointre | 470       | 11   | 10   | 13   | 4    | 5    | 5    | 6      | 13   | geannuleerd | geannuleerd | n.v.t. | n.v.t. | 2    | 56           | 6            |
| Lou Berthomieu Tim Mourniac    | nacra 17  | 6    | 6    | 8    | 5    | 7    | 4    | 20 UFD | 1    | 12          | 4           | 4      | 15     | 2    | 74           | 5            |

### Zwemmen
Mannen
| atleet | onderdeel          | series   | series | halve finale   | halve finale   | finale          | finale         |
| atleet | onderdeel          | tijd     | rang   | tijd           | rang           | tijd            | rang           |
| --- | ------------------ | -------- | ------ | -------------- | -------------- | --------------- | -------------- |
| Florent Manaudou                                                                                                | 50 m vrije slag    | 21,54    | 3 Q    | 21,64          | 8 Q            | 21,56           | Brons          |
| Maxime Grousset                                                                                                 | 50 m vrije slag    | 21,94    | 16 Q   | 21,60          | 6 Q            | teruggetrokken  | teruggetrokken |
| Maxime Grousset                                                                                                 | 100 m vlinderslag  | 50,65    | 4 Q    | 50,41          | 2 Q            | 50,75           | 5              |
| Maxime Grousset                                                                                                 | 100 m vrije slag   | 47,70    | 2 Q    | 47,63          | 4 Q            | 47,71           | 5              |
| Rafael Fente-Damers                                                                                             | 100 m vrije slag   | 48,82    | 23     | niet geplaatst | niet geplaatst | niet geplaatst  | niet geplaatst |
| David Aubry | 400 m vrije slag   | 3.47,53  | 15     | n.v.t.         | n.v.t.         | niet geplaatst  | niet geplaatst |
| David Aubry | 800 m vrije slag   | 7.44,59  | 8 Q    | n.v.t.         | n.v.t.         | 7.43,59         | =5             |
| David Aubry | 1500 m vrije slag  | 14.44,90 | 4 Q    | n.v.t.         | n.v.t.         | 14.44,66        | 7              |
| Pacome Bricout                                                                                                  | 800 m vrije slag   | 7.57,32  | 23     | n.v.t.         | n.v.t.         | niet geplaatst  | niet geplaatst |
| Damien Joly | 1500 m vrije slag  | 14.45,27 | 7 Q    | n.v.t.         | n.v.t.         | 14.52,61        | 8              |
| Yohann Ndoye-Brouard                                                                                            | 100 m rugslag      | 53,20    | 6 Q    | 52,63          | 3 Q            | 52,77           | 7              |
| Yohann Ndoye-Brouard                                                                                            | 200 m rugslag      | 1.57,92  | 15 Q   | 1.58,65        | 16             | niet geplaatst  | niet geplaatst |
| Mewen Tomac | 100 m rugslag      | 53,51    | 13 Q   | 53,63          | 15             | niet geplaatst  | niet geplaatst |
| Mewen Tomac | 200 m rugslag      | 1.57,62  | 13 Q   | 1.56,43        | 7 Q            | 1.55,38 NR      | 4              |
| Léon Marchand                                                                                                   | 200 m schoolslag   | 2.09,55  | 3 Q    | 2.08,11        | 1 Q            | 2.05,85 OR + ER | 1 [ 13 ]       |
| Léon Marchand                                                                                                   | 200 m vlinderslag  | 1.55,26  | 6 Q    | 1.53,50        | 2 Q            | 1.51,21 OR + NR | 1 [ 13 ]       |
| Léon Marchand                                                                                                   | 200 m wisselslag   | 1.57,86  | 3 Q    | 1.56,31        | 1 Q            | 1.54,06 OR + ER | Goud           |
| Léon Marchand                                                                                                   | 400 m wisselslag   | 4.08,30  | 1 Q    | n.v.t.         | n.v.t.         | 4.02,95 OR      | Goud           |
| Clément Secchi                                                                                                  | 100 m vlinderslag  | 51,62    | 15 Q   | 51,58          | 14             | niet geplaatst  | niet geplaatst |
| Maxime Grousset Rafael Fente-Damers Florent Manaudou Clément Secchi                                             | 4x100 m vrije slag | 3.14,84  | 12     | n.v.t.         | n.v.t.         | niet geplaatst  | niet geplaatst |
| Roman Fuchs Yann Le Goff Léon Marchand Hadrien Salvan Wissam-Amazigh Yebba                                      | 4x200 m vrije slag | 7.05,61  | 3      | n.v.t.         | n.v.t.         | 7.04,80         | 5              |
| Maxime Grousset Guillaume Guth Florent Manaudou Léon Marchand Yohann Ndoye-Brouard Mewen Tomac Antoine Viquerat | 4x100 m wisselslag | 3.31,36  | 1 Q    | n.v.t.         | n.v.t.         | 3.28,38 NR      | Brons          |
| Marc-Antoine Olivier                                                                                            | 10km open water    | n.v.t.   | n.v.t. | n.v.t.         | n.v.t.         | 1.51.50,9       | 7              |
| Logan Fontaine                                                                                                  | 10km open water    | n.v.t.   | n.v.t. | n.v.t.         | n.v.t.         | 1.51.47,9       | 5              |

Vrouwen
| atleet | onderdeel          | series   | series | halve finale   | halve finale   | finale         | finale         |
| atleet | onderdeel          | tijd     | rang   | tijd           | rang           | tijd           | rang           |
| --- | ------------------ | -------- | ------ | -------------- | -------------- | -------------- | -------------- |
| Mélanie Henique                                                                                                | 50 m vrije slag    | 25,05    | 22     | niet geplaatst | niet geplaatst | niet geplaatst | niet geplaatst |
| Béryl Gastaldello                                                                                              | 50 m vrije slag    | 24,60    | 10 Q   | 24,66          | 11             | niet geplaatst | niet geplaatst |
| Béryl Gastaldello                                                                                              | 100 m vrije slag   | 53,65    | 9      | 54,29          | 16             | niet geplaatst | niet geplaatst |
| Marie Wattel                                                                                                   | 100 m vrije slag   | 53,70    | 12     | 53,38          | 10             | niet geplaatst | niet geplaatst |
| Marie Wattel                                                                                                   | 100 m vlinderslag  | 57,54    | 10 Q   | 57,24          | 9              | niet geplaatst | niet geplaatst |
| Anastasiia Kirpichnikova                                                                                       | 400 m vrije slag   | 4.10,32  | 15     | n.v.t.         | n.v.t.         | niet geplaatst | niet geplaatst |
| Anastasiia Kirpichnikova                                                                                       | 800 m vrije slag   | 8.22,99  | 8 Q    | n.v.t.         | n.v.t.         | 8.22,80        | 7              |
| Anastasiia Kirpichnikova                                                                                       | 1500 m vrije slag  | 15.52,46 | 3      | n.v.t.         | n.v.t.         | 15.40,35 NR    | Zilver         |
| Béryl Gastaldello                                                                                              | 100 m rugslag      | 59,31    | 6 Q    | 59,29          | 7 Q            | 59,80          | 8              |
| Emma Terebo | 100 m rugslag      | 59,10    | 5 Q    | 59,50          | 8 Q            | 59,40          | 7              |
| Emma Terebo | 200 m rugslag      | 2.09,66  | 8 Q    | 2.09,38        | 9              | niet geplaatst | niet geplaatst |
| Pauline Mahieu                                                                                                 | 200 m rugslag      | 2.10,30  | 14 Q   | 2.09,56        | 11             | niet geplaatst | niet geplaatst |
| Charlotte Bonnet                                                                                               | 200 m wisselslag   | 2.11,47  | 10 Q   | 2.12,80        | 16             | niet geplaatst | niet geplaatst |
| Béryl Gastaldello Mélanie Henique Lison Nowaczyk Marie Wattel                                                  | 4x100 m vrije slag | 3.35,25  | 5      | n.v.t.         | n.v.t.         | 3.34,99        | 6              |
| Charlotte Bonnet Marina Jehl Lucile Tessariol Assia Touati                                                     | 4x200 m vrije slag | 7.59,98  | 14     | n.v.t.         | n.v.t.         | niet geplaatst | niet geplaatst |
| Charlotte Bonnet Béryl Gastaldello Mélanie Henique Mary-Ambre Moluh Lilou Ressencourt Marie Wattel Emma Terebo | 4x100 m wisselslag | 3.57,40  | 7 Q    | n.v.t.         | n.v.t.         | 3.56,29 NR     | 6              |
| Caroline Jouisse                                                                                               | 10km open water    | n.v.t.   | n.v.t. | n.v.t.         | n.v.t.         | 2.06.11,0      | 8              |
| Océane Cassignol                                                                                               | 10km open water    | n.v.t.   | n.v.t. | n.v.t.         | n.v.t.         | 2.06.06,9      | 7              |

Gemengd
| atleet | onderdeel          | series  | series | halve finale | halve finale | finale     | finale |
| atleet | onderdeel          | tijd    | rang   | tijd         | rang         | tijd       | rang   |
| --- | ------------------ | ------- | ------ | ------------ | ------------ | ---------- | ------ |
| Maxime Grousset Rafael Fente-Damers Florent Manaudou Clément Secchi Béryl Gastaldello Mélanie Henique Lison Nowaczyk Marie Wattel | 4x100 m wisselslag | 3.43,99 | 7 Q    | n.v.t.       | n.v.t.       | 3.40,96 NR | 4      |